# Хронология гражданской войны в Сирии

Текущая карта конфликта

Гражданская война в Сирии — конфликт, начавшийся весной 2011 года и длившийся до декабря 2024 года.
Основными участниками конфликта являлись регулярные вооружённые и военизированные формирования, выступавшие на стороне президента Башара Асада (Сирийская арабская армия, Национальные силы обороны и др.), формирования «умеренной» сирийской оппозиции (Свободная сирийская армия, арабские суннитские племенные формирования), курдские регионалисты (Отряды народной самообороны, Сирийские демократические силы), а также различного рода исламистские террористические группировки (ИГ, Фронт ан-Нусра (в настоящее время «Хайят Тахрир аш-Шам») и т. д.). Стороны конфликта получали военную помощь от других стран: поддержку правительственным силам оказывали Россия и Иран, тогда как сирийская оппозиция получала помощь от Турции, Израиля, западных держав и монархий Персидского залива. На стороне правительства также выступают иностранные шиитские военизированные формирования, созданные, обученные и вооружённые Ираном.
Начавшиеся в марте 2011 года на волне                 «Арабской весны» антиправительственные выступления привели к массовым беспорядкам в различных городах Сирии, а уже летом того же года переросли в полномасштабный вооружённый конфликт. Основные требования оппозиции включали отставку президента Башара Асада, отмену действовавшего с 1962 года режима чрезвычайного положения и проведение в стране демократических преобразований.
Первоначально боевые действия велись между правительственной армией и формированиями «Свободной сирийской армии» (ССА). Головной организацией сирийской оппозиции стал Сирийский национальный совет (СНС), в который на тот период входили все антиправительственные фракции. Однако впоследствии в рядах оппозиции произошёл раскол — первыми из его состава вышли курдские организации, сформировавшие на территории Сирийского Курдистана собственные органы власти (Высший курдский совет), а в 2013 году наиболее радикальные исламистские группировки образовали «Исламский фронт».
Из-за раскола в рядах повстанцев позиции ССА существенно ослабли, и светская оппозиция отошла на второй план. Ведущую роль в противостоянии правительственным силам стали играть различного рода исламистские группировки, среди которых наиболее боеспособными являются террористические организации «Фронт ан-Нусра» (сирийское отделение Аль-Каиды) и «Исламское государство» (ИГ).
Стремительное наступление ИГ и захват террористами значительных территорий Сирии и Ирака летом 2014 года стали поводом для начала военной интервенции США и её союзников, которые с сентября 2014 года наносили авиаудары по позициям исламистов в Сирии, а также вооружали и обучали отряды так называемой «умеренной оппозиции». 30 сентября 2015 года по договорённости с президентом Башаром Асадом военную операцию в Сирии начали Воздушно-космические силы Российской Федерации, действовавшие в тесной координации с правительственными войсками. В октябре 2015 года при поддержке международной коалиции в Сирии, возглавляемой США, для борьбы с «Исламским государством» был образован военный альянс Сирийские демократические силы, ядро которого составили курдские отряды самообороны.
По данным ООН, к началу 2015 года в ходе конфликта погибло около 220 тыс. человек. Война стала одной из главных причин европейского миграционного кризиса, вызвав массовый исход беженцев из Сирии. Конфликт характеризовался ожесточёнными боевыми действиями, беспорядочными обстрелами населённых пунктов, массовыми убийствами и многочисленными военными преступлениями против мирного населения. Колоссальный ущерб был нанесён экономике и инфраструктуре страны.
Главным событием 2016 года стали успехи правительственных войск и их союзников в битве за Алеппо. Исход боёв в Алеппо решительным образом изменил расклад в противостоянии сирийских правительственных войск с оппозиционными силами. Помимо успехов правительственной армии, 2016 год принёс ещё два принципиальных изменения. Во-первых, в сирийский конфликт вступил новый участник — Турция ввела войска на север Сирии. Официальной целью операции была заявлена борьба с террористами «Исламского государства», фактически же главным противником Анкары были сирийские курды, попытавшиеся в марте 2016 года создать вдоль границы с Турцией свою автономию. Во-вторых, в 2016 году позиции самого «Исламского государства» были существенно подорваны, символом чего стало произошедшее в мае освобождение правительственными войсками Пальмиры. В конце года, воспользовавшись тем, что основные сирийские правительственные силы были отвлечены на осаду Алеппо, формирования ИГ сумели отбить Пальмиру и прилегающие территории. Это, однако, стало лишь временным, локальным успехом «Исламского государства».
2017 год принёс радикальные перемены в ситуации в Сирии. Главным итогом года стал разгром группировки «Исламское государство», которая ещё в 2015 году контролировала обширные территории в Сирии, а также в Ираке. Разгром ИГ позволил России объявить в конце 2017 года о сворачивании операции российских ВКС. Между тем завершение активной фазы боевых действий не привело к установлению мира — сирийская оппозиция и поддерживающие её внешние силы продолжали заявлять, что не намерены участвовать в послевоенном восстановлении страны, если у власти останется Башар Асад.
В начале 2018 года ВС Турции совместно с подготовленными на турецкой территории отрядами так называемой Сирийской национальной армии провели военную операцию «Оливковая ветвь», в результате чего к середине марта под их контроль перешёл город Африн и прилегающий район. В течение года сирийским правительственным войскам, проправительственным формированиям и союзникам удалось восстановить контроль над обширными территориями в центре, на юге и юго-западе Сирии, ликвидировав многочисленные анклавы вооружённой оппозиции. Из четырёх зон деэскалации, созданных в 2017 году на территории Сирии при посредничестве России, Турции и Ирана, к концу 2018 года осталась лишь одна, охватывавшая провинцию Идлиб и северные районы провинции Хама. Эта зона контролировалась соперничающими между собой группировками («Хайят Тахрир аш-Шам» (ХТШ), «Джебхат Тахрир Сурия» и др.) при наличии контрольно-наблюдательных постов турецких ВС.
Этнически курдские районы в северной части провинции Алеппо в результате ряда военных операций против курдских формирований были оккупированы подразделениями турецкой армии и отрядами Сирийской национальной армии, финансируемыми и вооружаемыми Турцией.
Преимущественно курдские районы северных провинций Сирии находились под контролем созданных и финансировавшихся США «Сирийских демократических сил» (самопровозглашённая Автономная администрация Северо-Восточной Сирии). Автономная администрация Северо-Восточной Сирии также контролировала так называемое Заевфратье — часть провинции Дейр-эз-Зор и южную часть провинции Эр-Ракка, где доминируют арабо-суннитские племена и сохраняются остатки недобитых отрядов ИГ.
В октябре 2019 года, в результате очередного вторжения турецкой армии на север Сирии, по договорённости с Автономной администрацией Северо-Восточной Сирии на территории, контролировавшиеся курдами, были введены сирийские правительственные войска, вышедшие на сирийско-турецкую границу. Курдские отряды самообороны были выведены за пределы 30-километровой зоны от границы. Безопасность в этой зоне поддерживает российская военная полиция, патрулирующая зону совместно с турецкой армией.
Остатки сил ИГ в последнее время избегают открытых вооружённых столкновений и делают ставку на методы партизанской войны. Эксперты полагают, что наиболее удобным местом для ведения повстанческой войны (и, возможно, попыток возродить ИГ) станут районы, прилегающие к обеим сторонам сирийско-иракской границы.
По состоянию на 31 марта 2020 года, сирийские вооружённые силы контролировали 63,57 % территории страны, Сирийские демократические силы — 25,57 %, повстанческие группы (в том числе «ХТШ») и Турция — 9,72 %; ИГ — 1,14 %.

## Первые демонстрации

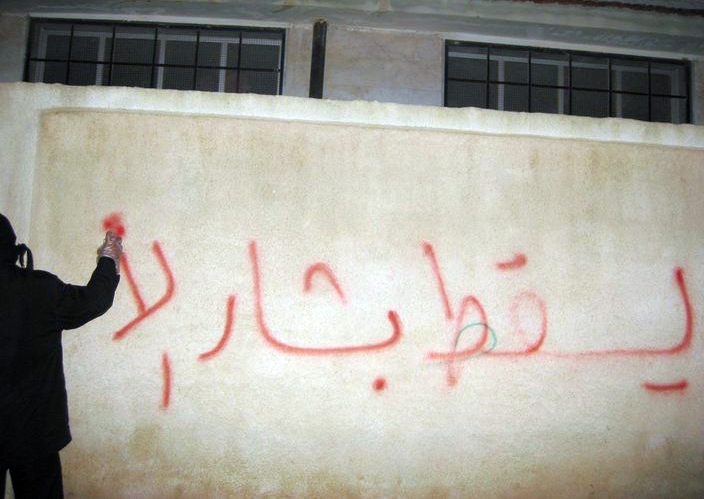
Анти-асадовское граффити «Башар падёт! (Башар будет свергнут!)» 2011 г.

15 марта 2011 года несколько сотен человек откликнулись на призывы в социальных сетях и вышли на улицы в Дамаске, Алеппо, Дейр-эз-Зоре, Эль-Хасаке, Даръа, Хаме. Протестующие требовали прекращения чрезвычайного положения, действовавшего с 1963 года, освобождения политзаключённых, восстановления личных, политических и экономических свобод, ликвидации коррупции. Антиправительственные выступления завершились столкновениями с полицией и задержаниями участников.
16 марта в Дамаске силы безопасности, вооружённые дубинками, и сторонники властей разогнали участников акции протеста на площади Марже, в районе здания МВД Сирии, требовавших освобождения политзаключённых.

## Начало кровопролития
18 марта прошли антиправительственные выступления и столкновения с силами безопасности в Дамаске, Дейр-эз-Зоре, Эль-Камышлы, Хомсе, Баниясе. Протестующие требовали освобождения политических заключённых, отмены чрезвычайного положения, гражданских свобод и пресечения тотальной коррупции правительственных чиновников.
18 марта начались многодневные беспорядки в Даръа — центре одноимённой провинции на юго-западе Сирии, на границе с Иорданией. Выступления были поддержаны членами запрещённой в Сирии организации «Братья-мусульмане». Уже в первый день жертвами столкновений с силами безопасности стало трое человек, и ещё один позднее скончался от полученных ранений. Их похороны стали поводом для новых беспорядков.
20 марта толпа подожгла офис правящей партии Баас, дворец правосудия и несколько полицейских участков и разгромила два офиса телекоммуникационных компаний. Силы безопасности открыли по собравшимся огонь на поражение. На дорогах, ведущих в город, а также в самом городе были установлены армейские и полицейские блокпосты.
22 марта полиция открыла огонь по колоннам манифестантов, направлявшихся в Даръа, чтобы присоединиться к протестующим. Волнения перекинулись на соседние с Даръа населённые пункты. 23 марта (ночью) службы безопасности после переброски подкреплений штурмовали мечеть аль-Омари — оплот протестующих. Сирийское государственное телевидение продемонстрировало запасы оружия, которые, как утверждается, были обнаружены внутри мечети в ходе штурма, — огнестрельное оружие, гранаты, боеприпасы. По сообщениям СМИ, ссылавшимся на представителей протестующих, в этот день в столкновениях с полицией погибло 15 человек. Днём по государственному телеканалу было официально объявлено, что Башар Асад отправил в отставку губернатора провинции.
25 марта оппозиция провела акции протеста. По меньшей мере 20 человек погибли в городе Ас-Санамейн к югу от Дамаска.
26 марта беспорядки вспыхнули в Латакии: полицейские застрелили 2 человек, пытавшихся поджечь штаб-квартиру правящей партии Баас. Вооружённые холодным оружием группы молодёжи нападали на стражей правопорядка. В Туфасе подожгли горком правящей партии. Властями была объявлена амнистия для 70 политзаключённых, содержавшихся в тюрьме строгого режима в Сейднайя (окрестности Дамаска).
29 марта правительство Сирии было отправлено в отставку. В городах Сирии прошли массовые демонстрации в поддержку президента.
3 апреля президент Башар Асад назначил новым премьером Аделя Сафара.
14 апреля было сформировано новое правительство.
20 апреля Башар Асад официально подтвердил отмену режима чрезвычайного положения, действовавшего в стране 48 лет. Оппозиция, однако, назвала эти меры «запоздалыми».
21 апреля в Хомсе неизвестные учинили кровавую расправу над семьями сирийских генералов Або эль-Теллави и Ияда Харфуша. Власти обвинили в этом преступлении оппозиционеров, а оппозиция — власти.
В начале июня кровопролитные столкновения с десятками погибших отмечались в городах Хама, Джиср-эш-Шугур (провинция Идлиб), Дейр-эз-Зор. В ходе военной операции в Джиср-эш-Шугуре, по утверждению сирийских СМИ, от рук восставших погибло до 120 полицейских.
В конце июля произошли первые столкновения между правительственными войсками и повстанцами в городе Хомс. 23 июля в местном военном училище были взорваны бомбы. В этот же день в Хомсе в результате умышленного повреждения железнодорожного полотна сошёл с рельсов и загорелся пассажирский поезд. Машинист погиб, многие пассажиры были ранены.
29 июля было объявлено о создании Свободной сирийской армии, в которую вошли бывшие военнослужащие сирийской армии, перешедшие на сторону восставших. ССА объявила своей целью отстранение от власти президента Башара Асада.
31 июля накануне религиозного праздника Рамадан президент Башар Асад приказал ввести танки, бронемашины, армейские подразделения и полувоенные проправительственные формирования в ряд городов с целью восстановления контроля над ситуацией и подавления протестов. Это решение привело к кровопролитию. Так, по оценкам правозащитников, уже за первые два дня военной операции в Дейр-эз-Зоре было убито 25 человек. Тысячи жителей покинули город, спасаясь от беспорядочных обстрелов жилых зданий из танковых орудий. За обстрелами последовали массовые задержания. За две недели, по сообщениям правозащитников, в городе и его окрестностях было убито как минимум несколько десятков человек, сотни были задержаны силами госбезопасности. 17 августа танки и бронемашины были частично выведены из городов.
23 августа в Стамбуле был создан Сирийский национальный совет. Совет должен был играть роль правительства Сирии в изгнании, однако его деятельность затрудняли личные амбиции и взаимоотношения лидеров различных оппозиционных групп.
27 августа прошла акция протеста в Дамаске, в ходе которой полиция использовала слезоточивый газ и шумовые гранаты. Протестующие стали бросать камни в полицию, те в ответ открыли огонь, ранив восемь человек.
5 сентября армейские подразделения были введены в Хомс. В ходе боевых действий против боевиков, захвативших несколько кварталов в старой части города, в период до 10 сентября погибли восемь и были ранены несколько десятков военнослужащих.
13 сентября послы США и Франции в Сирии посетили в Дамаске церемонию прощания с оппозиционным активистом Гиятом Матаром, умершим, по данным правозащитников, под пытками после задержания 6 сентября.
События в городе Хомс:
- 18 октября правительственные силы провели здесь спецоперацию. По данным правозащитных организаций, в столкновениях погиб 21 человек[49].
- 30 октября в столкновениях между сирийской армией и вооружёнными лицами были убиты 20 и ранены 53 военнослужащих сирийской армии; кроме того, были убиты 10 гражданских лиц[50].
- 7 ноября армейские подразделения были введены в центр города[51].
- 28 ноября в квартале Бустан был предотвращён крупный теракт — были обнаружены и обезврежены бомбы, заложенные у церкви Пресвятой Богородицы[52].

## 2012 год (январь — апрель)
23 декабря в Дамаске два заминированных автомобиля, управляемых смертниками, взорвались рядом со зданиями, принадлежащими силам госбезопасности Сирии. Не считая тех, кто провёл атаку, погибло 44 человека, ещё 166 были ранены.
6 января в результате теракта в Дамаске погибло 25 человек, ещё 50 получили ранения.
10 января было публично объявлено о создании исламистской группировки «Джебхат ан-Нусра».
11 января Башар Асад на митинге в Дамаске заявил: «Мы одержим победу над заговором, который доживает последние дни». В тот же день в городе Хомс повстанцы обстреляли демонстрантов, вышедших на митинг в поддержку президента Сирии Башара Асада в алавитском квартале Акрама. В результате погибли восемь и были ранены 25 человек, взрывом миномётной мины был убит репортёр французского телеканала «France 2» Жиль Жакье.
21 января отряды повстанцев, сформированные из дезертировавших военнослужащих, захватили город Дума с населением 120 тысяч, в 20 километрах к востоку от Дамаска. Ожесточённые столкновения отмечались в Дейр-эз-Зоре и Хомсе.
4 февраля (ночью) сирийская армия произвела первый артиллерийский обстрел нескольких районов Хомса в ответ на произошедшее 3 февраля нападение членов Свободной сирийской армии на контрольно-пропускные пункты, в результате которого было убито около 10 солдат. В первый же день обстрела погибли более 200 человек. Ещё 97 жителей были убиты в ходе обстрелов 6 февраля. Сотни жителей получили ранения. Власти Сирии вначале отрицали причастность к обстрелам в Хомсе, возлагая ответственность на своих противников. Затем они заявили, что в городе проводится «антитеррористическая операция». Гибель мирного населения в Хомсе осудили многие мировые лидеры. Отставки Башара Асада, в частности, потребовал президент США Барак Обама. Во многих странах прошли демонстрации сил, оппозиционных правительству Асада. Были совершены нападения на посольства Сирии в Афинах, Берлине, Каире, Кувейте и Лондоне. Великобритания и США отозвали из Дамаска своих послов.
10 февраля в городе Алеппо произошло два взрыва, в результате которых погибли 28 человек, ещё 235 получили ранения. Ответственность за взрывы взяла на себя Свободная сирийская армия.
29 февраля сирийская армия взяла под контроль район Баба Амр в центре Хомса.
13 марта сирийские власти заявили об установлении контроля над городом Идлиб.
17 марта в Дамаске в результате двух взрывов погибли 27 человек, 97 были ранены.
18 марта в Алеппо взорвался заминированный автомобиль. По предварительным данным, три человека были убиты, десятки ранены.
19 марта в боях в Дамаске погибли 80 сирийских солдат.
Днём 19 марта подразделения правительственной армии приступили к штурму города Дейр-эз-Зор.
28 марта сирийские правительственные войска приступили к штурму города Калаат аль-Мадик, расположенного в центре страны, а также соседних населённых пунктов.
Днём 30 марта сирийские правительственные войска возобновили миномётно-артиллерийский обстрел жилых кварталов города Хомс.
7 апреля Agence France-Presse со ссылкой на правозащитные организации распространило информацию о том, что в столкновениях между правительственными войсками и повстанцами в Сирии были убиты более 100 человек, 74 из которых — мирные жители.
9 апреля более 100 человек погибли в Сирии в результате атак правительственных войск на позиции повстанцев.
11 апреля как минимум 20 единиц бронетехники вошли на центральные улицы города Хама. Практически одновременно с этим начался артиллерийский обстрел города Растан.

## Попытка мирного урегулирования
12 апреля было объявлено перемирие. При этом сирийские власти не обещали вывести войска из городов, заявляя о готовности противостоять любым нападениям со стороны «вооружённых группировок».
16 апреля в Сирию прибыла первая группа наблюдателей ООН из 6 человек.
22 апреля сирийская армия приступила к штурму города Дума (пригород Дамаска).
8 мая прошли выборы в Народный совет. Впервые за полвека выборы прошли на многопартийной основе. Лишённая статуса «руководящей и направляющей силы» в обществе правящая партия Баас участвовала в выборах на равной основе с другими партиями. В них приняли участие 51,26 % от общего числа граждан Сирии, имеющих право голоса. Победу одержал блок «Национальное единство», сформированный партией Баас. Кадри Джамиль — лидер «Коалиции сил за мирные перемены», возглавляющий Народный фронт за перемены и освобождение (НФПО), признал, что в ряде мест оппозиционеры рассчитывали на успех, но верх одержали «выборные технологии». При этом он потребовал реформы избирательной системы и повторного голосования. Представитель Госдепартамента США Виктория Нуланд заявила: «Попытка проведения выборов в условиях разгула насилия, отсутствия гармонии и единства в стране является просто смехотворной. Мы не придаём этим выборам значения. Все, что происходит в Сирии в таких условиях, мы не считаем свободным, транспарентным, справедливым и так далее, как не отражающим волю народа. Поэтому мы не намерены комментировать или характеризовать их (выборы)».
10 мая в Дамаске возле здания военной разведки взорвались 2 заминированных автомобиля. Погибло минимум 55 человек, ещё десятки получили ранения.
14 мая в ходе боёв в Эр-Растане были убиты как минимум 23 военнослужащих и сожжено 3 БМП.
МИД РФ признал факт поставок вооружения сирийскому правительству со стороны Российской Федерации, однако при этом, ссылаясь на оборонительный характер вооружения, было заявлено об их законности.
16 мая газета The Washington Post сообщила, что сирийских повстанцев финансируют и вооружают нефтяные монархии Персидского залива.
17 мая был обнародован доклад экспертной комиссии ООН, в котором было заявлено, что Иран, нарушив запрет Совета Безопасности ООН на экспорт оружия из Ирана, поставляет оружие в Сирию.
19 мая произошёл теракт в городе Дейр-эз-Зор. По меньшей мере 9 человек погибли, более 100 были ранены.
25 мая произошла бойня в Хуле. В ходе карательной операции, проведённой правительственными войсками и проправительственными боевиками «Шабиха», были убиты 108 человек, среди которых 49 детей и 34 женщины, более 300 человек получили ранения. По данным Совета по правам человека ООН, лишь около 20 человек погибли в результате артобстрела, остальные же погибшие были убиты выстрелами с близкого расстояния и холодным оружием.
27 мая высокопоставленный иранский офицер признал, что вооружённые силы Ирана участвуют в конфликте на стороне сирийского правительства.
31 мая представитель Свободной сирийской армии полковник Кассим Саадеддин выдвинул ультиматум сирийскому правительству, потребовав приступить к выполнению плана по прекращению огня в течение 48 часов, заявив при этом, что в случае отсутствия реакции официального Дамаска повстанцы также будут считать себя «свободными от необходимости следовать международному мирному плану».

## Сводка гражданской войны

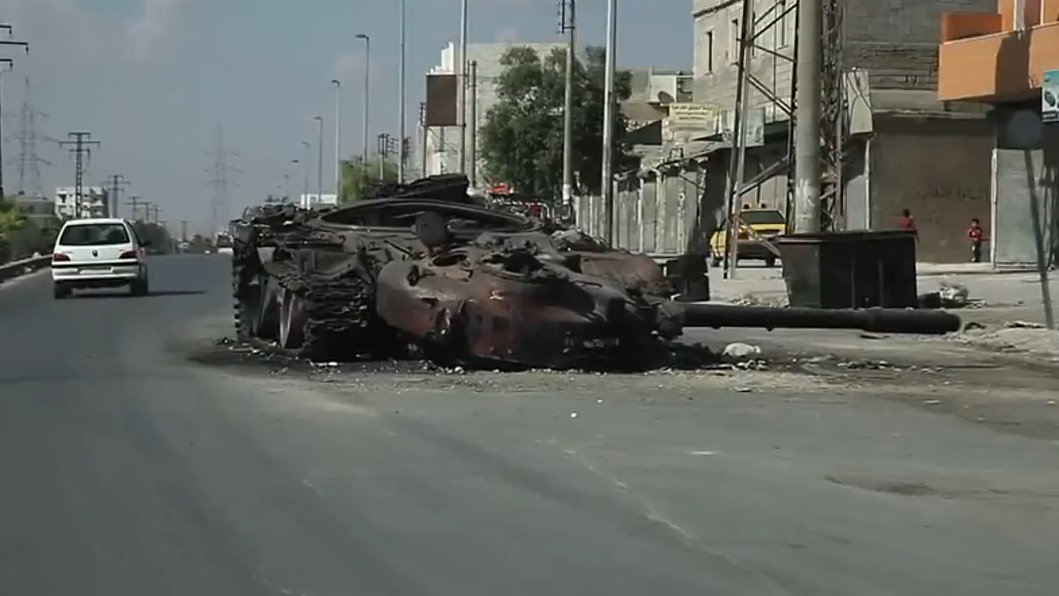
Уничтоженный танк Т-72 в Алеппо

### Июнь — декабрь 2012 года

#### Июнь
В начале июня президент Сирии Башар Асад, выступая в парламенте, пообещал продолжить борьбу с «террористами» и обвинил в разжигании войны в стране «внешние силы».
4 июня официальный представитель военного совета сирийских повстанцев майор Сами аль-Курди объявил, что оппозиция отказывается продолжать соблюдать перемирие с правительственными силами и начала «проводить операции по защите наших сограждан». При этом он призвал расширить мандат миссии наблюдателей ООН, которая, по его словам, должна «не просто наблюдать за происходящим, а „принудить к миру“ нынешнее правительство страны». Столкновения между правительственными войсками и оппозицией развернулись на юге страны, в провинции Даръа, на севере — в провинции Идлиб, у границы с Турцией, где против повстанцев использовалась авиация. Сообщалось о тяжёлых боях в провинции Латакия. По сообщениям иностранных агентств, правительственные силы вошли в контролировавшиеся оппозицией районы городов Хомс и Дамаск, а также в город Кфар Зита (провинция Хама).
5 июня сирийские власти объявили о высылке из страны группы западных дипломатов в ответ на аналогичные шаги стран Запада.
7 июня генеральный секретарь ООН Пан Ги Мун назвал «неописуемым варварством» массовое убийство мирных жителей, произошедшее в сирийской деревне аль-Кубейр, и заявил, что «подобные события лишают легитимности режим Асада». Он признал, что мирный план Кофи Аннана не выполняется, и предупредил, что Сирии грозит полномасштабная гражданская война. По сообщениям СМИ, в деревне были убиты до 80 человек, в том числе десятки детей и женщин. Оппозиция утверждала, что нападение совершили проправительственные военизированные формирования «шабиха». Власти Сирии, однако, сообщили о гибели 9 человек и возложили ответственность на неких «террористов». События в этой деревне произошли менее чем через две недели после убийства 108 жителей в деревне Хоула, в котором также подозревают боевиков «шабиха». Тем временем российский представитель в ООН Виталий Чуркин призвал все стороны придерживаться плана Аннана и подверг критике страны, оказывающие поддержку сирийской оппозиции, а министр иностранных дел России Сергей Лавров заявил, что Совет безопасности ООН не даст мандата на внешнюю интервенцию в Сирию.
13 июня заместитель генерального секретаря ООН по миротворческим операциям Эрве Ладсу, глава миссии наблюдателей ООН в Сирии, признал, что в Сирии идёт гражданская война, причём правительство уже давно не контролирует некоторые города и целые области страны, а против оппозиции применяются боевая авиация и ударные вертолёты.
22 июня силы ПВО Сирии сбили в воздушном пространстве над сирийскими территориальными водами турецкий разведывательный самолёт RF-4E.
25 июня сирийские ПВО обстреляли турецкий самолёт, проводивший поиски сбитого ранее истребителя.
28 июня Турция объявила повышенную боевую готовность и начала переброску войск к турецко-сирийской границе — по заявлению турецкого правительства, для отражения возможных провокаций со стороны Сирии.

#### Июль
1 июля правительственные войска взяли под контроль город Дума.
5 июля правительственные войска взяли город Хан-Шейхун (провинция Идлиб) штурмом, в котором приняли участие несколько десятков единиц бронетехники и боевые вертолёты. Повстанцы покинули свои позиции, отступив на север от Хан-Шейхуна. Почти всё население города покинуло дома перед началом наступления правительственных сил. Восставший Хан-Шейхун блокировал шоссе, связывающее главные города страны — Дамаск и Алеппо. Несмотря на усилия оппозиции, власти сохраняли контроль над крупным средиземноморским портом Латакия.
6 июля стало известно о том, что бригадный генерал Республиканской гвардии Сирии Манаф Тлас, входивший в ближний круг президента Башара Асада, покинул страну, выехав в Турцию. Тлас командовал одной из наиболее элитных частей сирийской армии — расквартированной в Дамаске 104-й бригадой Республиканской гвардии.
7 июля несколько снарядов и ракет, выпущенных с сирийской территории, разорвалось на территории Ливана в гористой местности Вади-Халед, где находится лагерь беженцев из Сирии. В результате погибли трое беженцев (из них двое детей), семеро получили ранения. Ещё одна женщина подорвалась на мине в Эль-Хише, рядом с приёмным пунктом для сирийских беженцев. Под обстрел из Сирии попало ещё два ливанских населённых пункта — Эль-Аваде и Эль-Кальха, где было повреждено здание мечети. Сирийское телевидение передало, что армейские спецподразделения разгромили на территории Сирии крупную группировку террористов, пытавшихся просочиться с территории Ливана.
В середине июля сирийская оппозиция обвинила правительственные войска и проправительственные военизированные формирования «шабиха» в очередном массовом убийстве, произошедшем 12 июля в деревне Тремсех (провинция Хама), в результате которого погибло более 200 человек, большинство из них — мирные граждане. Сирийские власти заявили, что в деревне была блокирована группа террористов и входе штурма армейскими подразделениями были убиты «многочисленные экстремисты».
14 июля Международный комитет Красного Креста в связи с эскалацией насилия охарактеризовал происходящие в Сирии события как «внутренний вооружённый конфликт». До этого МККК рассматривал события в Сирии как столкновения между правительственными войсками и вооружёнными повстанцами.
К этому времени в сельской местности, особенно в провинции Идлиб у границы с Турцией, образовались уже целые районы, неподконтрольные правительству. После размещения 22 июля у самой границы средств ПВО Турции сирийские боевые вертолёты прекратили патрулирование, и над Идлибом фактически была установлена бесполётная зона.
15 июля начались бои в Дамаске. Как позднее заявил представитель сирийских «Братьев-мусульман», «революционное командование», приняв решение «начать битву за освобождение Дамаска», направило туда 50 отрядов численностью по 50-100 человек, которые проникли в город и его предместья с севера, востока и юга, где находятся основные очаги антиправительственных волнений. По словам представителей сирийской оппозиции, 15 июля правительственные войска вошли в пригород Мидан, населённый в основном мусульманами-суннитами, с целью вытеснить проникших в город повстанцев. К 16 июля столкновения распространились и на другие районы Дамаска — Тадамун, Джобар и Кфар Суса. Правительственными войсками была применена тяжёлая бронетехника и авиация. 17 июля боевые действия переместились в центральные районы города, бои велись на улице Багдад — центральной улице города.
16 июля представители ССА объявили о планируемом широкомасштабном наступлении на регулярные войска и вооружённые отряды, поддерживающие правительство (в том числе шиитской организации «Хизбалла» и иранских Стражей Исламской революции).
17 июля повстанцы взяли под контроль города Телль-Биса и Эр-Растан в провинции Хомс. С призывом «поддержать народное восстание» в столице выступила фундаменталистская группировка «Братья-мусульмане», которая стоит на непримиримых позициях и поддерживает ССА.
Утром 18 июля в Дамаске повстанцы предприняли атаку на воинскую часть, расположенную в нескольких сотнях метров от «Дворца народа» — комплекса правительственных зданий на горе Касьюн. Бои продолжались и в других местах сирийской столицы — преимущественно суннитских районах Асали и Кадам, а также в районах Хаджар аль-Асвад и Тадамун. Оппозиционеры следовали одной и той же тактике: мобильные группы, не вступая в долгие перестрелки, наносили точечные удары, после чего сразу же скрывались. В тот же день «Свободная сирийская армия» совместно с исламистами (группировка «Лива аль-Ислам») организовала взрыв на совещании в штаб-квартире Совета национальной безопасности в Дамаске. Теракт осуществил террорист-смертник. В результате погибли четыре человека из ближайшего окружения президента Асада, в том числе министр обороны Сирии Дауд Раджиха и его заместитель генерал Асеф Шаукат (зять Башара Асада), пострадали и многие другие сотрудники сирийских силовых ведомств. Как заявили представители оппозиции и западные дипломаты, президент Сирии Башар Асад покинул Дамаск и вылетел на личном самолёте в город Латакия на средиземноморском побережье, в районе базы материально-технического обеспечения ВМФ РФ.
Государственное ТВ Сирии сообщило о мобилизации с 19 июля резервистов. Правительственная газета «Саура» в номере за 19 июля объявила, что в гражданской войне открывается «новая страница» и начинается «поворотный момент». Другое издание — «Баас» — заявило, что «предатели, агенты и наёмники обманывают себя, если думают, что Сирия склонится перед ними».
Новым министром обороны Сирии, сменившим убитого в результате теракта Дауда Раджихи, стал генерал Фахед Джасем аль-Фредж, который ранее возглавлял Генштаб сирийской армии. Тем временем вице-президент Сирии Фарук Шараа покинул свой пост, примкнул к оппозиции и бежал на территорию Иордании.
После теракта бои в столице вспыхнули с новой силой. 19 июля ожесточённые столкновения начались в дамасском квартале Ихлас, где расположено здание совета министров Сирии. Помимо комплекса правительственных зданий в том же районе располагаются корпуса Дамасского университета. Столкновения между оппозиционерами и правительственными силами продолжались и в других частях сирийской столицы. На этом фоне командование правительственных сил дало гражданскому населению 48 часов на то, чтобы покинуть районы, занятые повстанцами.
19 июля сирийские повстанцы объявили о победном завершении трёхнедельной битвы за город Аазаз, расположенный неподалёку от границы с Турцией в провинции Алеппо. Тем временем Россия и Китай наложили вето на резолюцию СБ ООН по Сирии, предполагавшую наложение санкций на правительство Башара Асада, если он не прекратит использование тяжёлых вооружений против населения. Документ, представленный США, Францией, Германией и Португалией, в Москве и Пекине сочли несбалансированным и отвечающим интересам лишь одной из сторон конфликта — мятежникам.
19 июля, по сообщению представителей иракских властей, отряды Свободной сирийской армии, воспользовавшись отводом правительственных войск на защиту столицы, захватили все контрольно-пропускные пункты на сирийско-иракской границе, и два пограничных перехода на турецкой границе. Иракские пограничники рассказывали, что на одной из застав у них на глазах боевики казнили всех пленных.
Агентство ТАСС сообщило 20 июля, что вооружённые столкновения на окраинах столицы стали причиной массового выезда сирийских граждан в соседний Ливан. За два дня порядка 18,6 тыс. сирийцев на автомобилях, такси и автобусах пересекли ливанскую границу. Из южных кварталов Дамаска поток беженцев направляется в сторону Иордании. Там границу пересекли 1,6 тыс. человек. По сообщению ТАСС, повстанцы к этому времени полностью контролировали ситуацию к северу от Алеппо, где лишь пять городов всё ещё удерживались правительственными силами. Не лучше обстояла ситуация в соседней провинции Идлиб, где бои не прекращались уже несколько месяцев. Отряды «Свободной сирийской армии» просочились в горную местность Джебель-Акрад и Джебель-Туркмен к северу от Латакии. Зоной боевых действий оставались целые кварталы в Хомсе, Хаме и Дейр-эз-Зоре.
В тот же день повстанцы заявили о «тактическом отступлении» из столичного района Мидан, который они удерживали пять дней. Оппозиционеры заявили, что не смогли ничего противопоставить правительственной бронетехнике, введённой в Мидан после мощного артиллерийского обстрела.
Тем временем 12 июля в Эрбиле, столице Иракского Курдистана, было объявлено о том, что две основные военно-политические силы сирийских курдов, Курдский национальный совет и партия «Демократический союз (PYD)», сформировали Высший курдский совет (курд. Desteya Bilind a Kurd, DBK), который в дальнейшем, в условиях гражданской войны, стал выполнять роль временного правительства в Сирийском Курдистане (Рожаве).
Подписанием соглашения в Эрбиле фактически был провозглашён суверенитет Сирийского Курдистана под управлением Высшего курдского совета, в подчинении которого находились вооружённые формирования — Отряды народной самообороны (YPG), обеспечивающие безопасность Сирийского Курдистана.
19 июля отряды YPG взяли штурмом город Айн-эль-Араб, вскоре после чего сирийские правительственные войска оставили города Амуда, Африн и Рас-эль-Айн без какого-либо серьёзного сопротивления. 22 июля начались бои между YPG и правительственными войсками в Эль-Камышлы. 2 августа Национальный координационный комитет за демократические перемены объявил, что режим Асада свергнут во всём Сирийском Курдистане и что весь регион отныне находится под контролем курдов (кроме города Эль-Камышлы, где всё ещё оставалось некоторое количество правительственных войск, не вступавших в конфликт с курдами и позволивших им поднять курдский флаг над городом).
22 июля появилось подтверждение того, что на стороне Свободной сирийской армии сражаются боевики ячеек «Аль-Каиды» и в Сирии их уже более 6000 человек. Об этом сообщила информационное агентство «Франс Пресс» со ссылкой на источник в силовых структурах Саудовской Аравии. Позднее канал «Euronews» обнародовал видео снятое после захвата повстанцами одного из контрольно-пропускных пунктов на сирийско-турецкой границе, в нём боевики шли с флагом «Аль-Каиды» и утверждали, что борются за создание исламского государства, а также рассказали, что за оппозиционеров воюют бойцы из Алжира, Саудовской Аравии, Египта, Туниса и Чечни.
23 июля Лига арабских государств (ЛАГ) призвала президента Сирии Башара Асада покинуть свой пост «ради спасения страны», а оппозицию и Свободную сирийскую армию начать формирование переходного правительства национального единства. Такое решение было принято по итогам встречи глав МИД стран-членов ЛАГ, прошедшей в Дохе.
Иордания и Ирак объявили об открытии своих границ для беженцев из соседней Сирии, сообщает в своём редакционном блоге газета The Guardian. Согласно этим данным, в Ираке приказ о свободном пропуске беженцев отдал лично премьер-министр Нури аль-Малики. В Иордании аналогичный указ выпустил король Абдалла II.
Повстанцы объявили о начале кампании по захвату второго по числу жителей города страны, её делового центра — Алеппо. Вооружённые отряды оппозиции вели бои с правительственными войсками в предместьях этого города. На северном направлении им удалось пробиться в пределы городской черты и приступить к штурму местной штаб-квартиры органов госбезопасности. Кроме того, повстанцы захватили воинскую учебную часть, расположенную в 10 километрах к северу от Алеппо. Часть расквартированных там военнослужащих сдалась в плен, другие перешли на сторону оппозиции. В самом Алеппо бои продолжались на улицах города. По данным повстанцев, в ходе столкновений им удалось подбить и захватить несколько танков сирийской армии.
24 июля официальный представитель Сирийского национального совета Джордж Сабра заявил, что оппозиция готова согласиться на временную передачу власти в стране одному из соратников президента Башара Асада. «Приоритет сейчас — это прекращение массовых убийств, а не суд над Асадом», — объяснил Сабра. До 30 человек погибли в результате нападения на мечеть в деревне к северо-западу от сирийского города Хама во вторник, заявляют сирийские оппозиционеры. По словам активистов, военные и члены «Шабихи» открыли стрельбу из автоматического оружия по прихожанам, которые собирались на вечернюю молитву.
ВВС Сирии подвергли бомбардировке город Алеппо. Сирийские повстанцы в Алеппо штурмуют старый город.
25 июля сирийское правительство направило в Алеппо тысячи солдат и офицеров, а также несколько колонн бронетехники. Послы Сирии в ОАЭ и на Кипре перешли на сторону оппозиции.
26 июля повстанческая Свободная сирийская армия заявила, что захватила контроль над половиной города Алеппо. По данным «The Guardian» курды, компактно проживающие на северо-востоке Сирии, взяли под свой контроль основные города региона.
Премьер-министр Турции Реджеп Тайип Эрдоган официально обвинил сирийские власти в покровительстве боевикам Курдской рабочей партии (КРП), и заявил о возможности бомбёжек Турецкими ВВС баз КРП на территории Сирии.
Командующий Военно-морским флотом России вице-адмирал Виктор Чирков заявил, что группировка кораблей ВМФ РФ, развёрнутая в Средиземном море, не будет заходить в сирийский порт Тартус.
27 июля депутат сирийского парламента от Алеппо сбежала в Турцию. Аль-Бадави стала первым депутатом, покинувшим Сирию. Повстанцы в Алеппо взяли в плен сто лоялистов.
К сирийским повстанцам примкнули ветераны войны против США в Ираке.
Сирийская армия провела в пригородах Дамаска ряд зачисток. В результате операций уничтожено пять пикапов противника, кроме того захвачены ряд складов и автомобилей с оружием для мятежников. Также в результате одного из рейдов освобождены из плена двое итальянских инженеров, которые были похищены боевиками.
28 июля сирийская армия начала контрнаступление на Алеппо. Подкрепления, которые скапливались на протяжении нескольких дней направляются к кварталу Салах эд-Дин, где располагаются больше всего бойцов оппозиции. Два дня назад повстанцы предпринимали попытку вырваться из этого района, однако потерпели неудачу. Глава сирийской дипмиссии в Лондоне стал оппозиционером.
30 июля власти Турции подтвердили возможность интервенции в Сирию, заявив, что не позволят курдским сепаратистам использовать территорию этой страны в качестве своей базы. Генеральный штаб турецкой армии подписал новый договор с местной метеорологической службой, сообщает Hurriyet. Отныне артиллеристы, ракетчики и офицеры ВВС страны начнут получать подробный 36-часовой прогноз погоды на территории Сирии.. Турецкое правительство направило к границе с Сирией дополнительные войска, сообщает Reuters. Из Газиантепа в пограничную провинцию Килис вышла колонна, в составе которой 20 единиц бронетехники, зенитно-ракетные комплексы, а также сотни военнослужащих. Сирийские повстанцы создали проход от турецкой границы к Алеппо.

#### Август
1 августа в интернете появилась видеозапись расстрела повстанцами в Алеппо 4 человек, предположительно являвшихся членами проправительственных войск. Правозащитная организация «Сирийская обсерватория прав человека», осудила расстрел.
2 августа Турция начала военные учения близ границы с Сирией, для этого туда были переброшены танки.
Кофи Аннан подал в отставку с поста спецпосланника ООН и Лиги арабских государств (ЛАГ) по Сирии в связи с безрезультатностью предложенного им мирного плана по разрешению сирийского кризиса.
3 августа правительственные войска начали новое наступление на боевиков оппозиции в Дамаске. Свидетели и активисты в районе Тадамон в сирийской столице заявляют, что правительственные войска задействовали десятки танков и боевых машин.
Заход в сирийский порт Тартус группировки кораблей российского Военно-морского флота, выполняющих задачи в Средиземном море, всё-таки возможен, сообщило Министерство обороны Российской Федерации.
4 августа повстанческая Свободная сирийская армия заявила, что захватила контроль над 60 процентами экономической столицы Сирии Алеппо.
Сирийская армия отбила у повстанцев Дамаск. В Дамаске повстанцами похищено 48 иранцев. Иранцы были схвачены в пригороде Дамаска, на пути из аэропорта в город. Иранские власти заявили, что это паломники, но повстанцы утверждают, что на самом деле это члены Корпуса Стражей Исламской революции, которые прибыли в Сирию для оказания помощи правительства Башара Асада.
6 августа премьер-министр Сирии Рияд Хиджаб бежал из страны и заявил о намерении присоединится к оппозиции и революционным силам. Исполняющим обязанности главы правительства назначен вице-премьер Омар Галаванджи.
Произошёл взрыв бомбы в здании государственного телецентра в Дамаске. Пострадало 3 человека. Теракт на вещание телеканала не повлиял.
Трое из 48 иранцев, захваченных два дня назад сирийскими повстанцами, погибли в результате авиаудара по зданию, в котором они находились. Повстанцы пригрозили убить всех остальных иранцев, если сирийская армия в течение часа не прекратит вести артобстрел.
7 августа министр иностранных дел Турции заявил, что более 1300 сирийцев, в том числе бригадный генерал и 11 офицеров, бежали в Турцию.
Организация Объединённых Наций вывела всех наблюдателей из Алеппо по соображениям безопасности. Выживший после расправы проправительственной милиции сказал, что 10 заключённых были казнены в Алеппо. Он был найден раненым и принят на лечение повстанцами города.
Власти Сирии выпустили на свободу 1200 членов экстремистской Курдской рабочей партии (КРП). Как указал представитель революционного совета города Хомс Халид Абу Салах, большая часть освободившихся примкнула к Партии демократического единства (ПДЕ), которая считается сирийским крылом КРП. В городе Африн, где расположена штаб-квартира ПДЕ, курдскими сепаратистами созданы также три контрольных пункта.
Глава службы безопасности Ирана Саид Джалили во время встречи в Дамаске с президентом Асадом заявил, что Сирия является неотъемлемой частью регионального союза, «оси сопротивления», которую Тегеран не позволит сломать.
9 августа боевики Свободной сирийской армии отступили из занимаемого ими квартала Салахеддин в Алеппо.
11 августа по свидетельству боевика, в ночь на 11 августа на границе Сирии и Иордании, в районе Тель Шихаб-Турра произошла перестрелка, когда группа сирийских беженцев попыталась перейти через границу с Иорданией. С обеих сторон была задействована бронетехника. Правительство Иордании подтвердило обстрел границы с сирийской стороны, в результате которой убитых с иорданской стороны нет.
14 августа экс-премьер министр Сирии Рияд Хиджаб заявил, что силы Башара Асада контролируют лишь 30 % территории Сирии.
Комиссия ООН сделала доклад, согласно которому сирийские правительственные войска и вооружённые формирования сторонников Башара Асада совершают преступления против человечности. Отмечается, что преступления против человечности совершают и повстанцы.
17 августа на пост спецпосланника ООН и ЛАГ по Сирии назначен Лахдар Брахими.
28 августа начальник Генерального штаба Вооружённых Сил Российской Федерации генерал армии Николай Макаров подтвердил факт присутствия российских военных советников на территории Сирии.

#### Сентябрь
12 сентября в захваченных правительственными войсками у членов «Сирийской свободной армии» кварталы Алеппо начало возвращаться население. Вернувшийся из Сирии Жак Берес (один из основателей движения «Врачи без границ») подтвердил, что в рядах повстанцев заметно увеличилось число иностранцев, среди которых превалируют джихадисты.
14 сентября самолёт МЧС России доставил в Сирию гуманитарный груз весом в 80 тонн. На его борту палатки, одеяла, комплекты посуды и лёгкой мебели, детское питание, продовольствие.
16 сентября премьер-министр Сирии заявил, что кризис в стране достиг апогея и пошёл на спад.
17 сентября Комиссия ООН выступила против установления бесполётной зоны над Сирией.
18 сентября Сирийская свободная армия объявила, что готова выплатить 25 миллионов долларов за выдачу ей президента Сирии Башара Асада живым или мёртвым.
21 сентября самолёт МЧС России доставил партию гуманитарного груза весом в 38 тонн. На его борту сахар, рыбные и мясные консервы, а также детское питание. Готовится отправка второй партии гуманитарной помощи.
22 сентября сирийская армия отбила контратаку повстанцев на западе от Алеппо.
23-24 сентября в Дамаске прошла конференция оппозиционных сил под девизом «За спасение Сирии», которая призвала к созыву международной конференции по Сирии с участием всех заинтересованных сторон. «Сирийская свободная армия» не признала конференцию и попыталась сорвать её, похитив нескольких участников.
26 сентября группа офицеров Сирийской свободной армии неожиданно объявила о переходе на сторону властей и призвала других оппозиционеров «вернуться в объятия родины». Были ли эти офицеры в свою очередь дезертирами из ВС Сирии, которых достаточно много среди сирийских повстанцев, не сообщается.
27 сентября сирийская оппозиция заявила о начале масштабного наступления в Алеппо. Действующие во втором по величине городе Сирии мятежники объявили, что перешли в наступление на позиции правительственных войск. Утверждается, что в наступлении участвуют несколько тысяч бойцов повстанческих отрядов. Как заявил агентству Франс Пресс один из полевых командиров, уже этим вечером Алеппо будет взят.
28 сентября наступление на Алеппо было отбито правительственными войсками.

#### Октябрь
3 октября в Алеппо были взорваны 3 заминированных автомобиля. В результате теракта погибло, по предварительным данным, 30 человек, ещё 70 получили ранения.
3 октября снарядами, выпущенными с сирийской территории, были убиты несколько человек в турецком городе Акчакал. В ответ на этот обстрел армия Турции в ночь с 3 на 4 октября нанесла артиллерийские удары по сирийским войскам и приняла закон, позволяющий использовать вооружённые силы на территории других стран. Руководство Турции предупредило Сирию, что повторение подобного инцидента будет иметь очень серьёзные последствия.
Сирия признала вину за обстрел турецкой территории, выразила официальные соболезнования семьям погибших и пообещала не допустить повторения подобного в будущем. Сирийское руководство приказало своим войскам свернуть боевые действия в десятикилометровой зоне, прилегающей к границе с Турцией. Сирийской военной авиации запрещено приближаться ближе, чем на 10 км к границе, а артиллерии — наносить удары по этой полосе. Таким образом фактически была введена бесполётная зона вдоль сирийско-турецкой границы.
6 октября группировка «Лива аль-Ислам» захватила две установки ЗРК 9K33 «Оса» советского производства и 12 ракет к ним.
7 октября повстанцами был захвачен Хусам аль-Асад, двоюродный брат президента Сирии.
9 октября сирийские повстанцы взяли под свой контроль город Мааррет-эн-Нууман, расположенный на главном шоссе, соединяющем крупнейшие города страны — Дамаск и Алеппо. Город имеет стратегическое значение, поскольку именно через него направлялись военные колонны с подкреплениями для Алеппо.
10 октября генеральный секретарь НАТО Андерс Фог Расмуссен заявил о готовности альянса обеспечить защиту Турции от влияния «войны в Сирии».
10 октября после двухдневных боёв правительственные силы были вынуждены оставить город Мааррет-эн-Нууман, закрепившись на своих базах Вади аль-Дейф и Хамдия и подвергая город артиллерийским и авиационным ударам. Опасаясь за свои жизни, многие жители покинули город и перебрались в сельскую местность. Базы фактически блокированы повстанцами, к этому времени уже перерезавшими шоссе южнее города.
12 октября в районе города Аль-Кусейр была похищена украинская журналистка Анхар Кочнева. Повстанцы захватили базу ПВО в Таане — восточном пригороде Алеппо. Она стала уже четвёртой базой противовоздушной обороны, взятой повстанцами.
15 октября по данным ООН, количество погибших за время войны в Сирии превысило 30 000 человек.

#### Ноябрь
12 ноября сирийская оппозиция просит помощи в создании бесполётных зон.
15 ноября похищенная членами ССА журналистка НТВ Анхар Кочнева будет освобождена за 50 миллионов долларов.
28 ноября повстанцы в провинции Идлиб сбили истребитель ВВС Сирии.

#### Декабрь
8 декабря сирийские повстанцы блокировали аэропорт Дамаска и объявили его «закрытой военной зоной».
9 декабря сирийские повстанцы захватили завод по производству элементов химического оружия.
10 декабря авиация Сирии нанесла удар по окрестностям Дамаска.
11 декабря сирийские военные, лояльные Асаду, сообщают, что операция оппозиции по захвату Дамаска, запланированная ещё летом 2012 года, провалилась.
14 декабря на южных окраинах Дамаска идут столкновения с повстанцами.
24 декабря было зафиксировано применение химического оружия, стороны конфликта обвиняют в этом друг друга. Погибли 7 человек.
30 декабря правительственные войска заняли город Хомс.

### 2013 год

#### Январь
2 января произошёл теракт на автозаправочной станции в восточном пригороде Дамаска, в результате которого погибли 30 человек.
11 января боевики заявили о захвате военного аэродрома «Тафтаназ» в провинции Идлиб.
15 января террористы выпустили два реактивных снаряда по зданию университета Алеппо. В результате серии взрывов погибли по меньшей мере 82 человека, включая студентов и детей. Около 160 человек получили ранения.
22 января в городе Рас-эль-Айн, в 5 км от турецкой границы, не прекращаются ожесточённые столкновения между сирийскими курдами и бойцами группировки «Джебхат-ан-Нусра». В тот же день произошёл взрыв заминированного автомобиля в Салямийе (пригород Хамы). В результате погибло 25 человек, несколько десятков человек получили ранения различной степени тяжести.
29 января повстанцы заняли Дейр-эз-Зор.
30 января два истребителя ВВС Израиля нанесли авиаудар по научно-исследовательскому центру в нескольких километрах от Дамаска. В ходе бомбардировки было убито 2 человека и по меньшей мере 5 ранено. Научный центр в значительной мере разрушен. МИД России, Китая, Ирана и некоторых других стран осудили авианалёт и назвали его грубым нарушением устава ООН и военным преступлением.

#### Февраль
12 февраля число жертв в войне в Сирии по данным ООН превысило 70 000 человек.

#### Март
6 марта в районе Голанских высот повстанцы захватили грузовик ООН с 20 филиппинскими наблюдателями контингента ООН. 9 марта «Бригада мучеников Ярмука», сражающаяся против правительственных войск, передала филиппинских военнослужащих Иордании.
19 марта в пригороде Алеппо Хан-эль-Асале боевики применили нервно-паралитический газ зарин, в результате чего погибли 15 человек.
24 марта в отставку ушёл глава Национальной коалиции сирийских революционных и оппозиционных сил (НКСРОС) Моаз аль-Хатыб.
25 марта ООН заявила о сокращении своего присутствия в Сирии по соображениям безопасности.
Совершено покушение на командующего Сирийской свободной Армии Рияда аль-Асаада. Происшествие произошло в районе города Дейр-эз-Зор, где идут ожесточённые бои правительственных сил и мятежников. Когда аль-Асаад ехал к линии боевого противостояния, сработала бомба, прикреплённая к его автомобилю с турецкими номерами. Командующий получил тяжёлые ранения и в критическом состоянии был доставлен в один из госпиталей на территории под контролем повстанцев.

#### Апрель
8 апреля группе экспертов ООН, расследующих факты применения химического оружия, отказано в возможности работать в Сирии. В заявлении МИД Сирии говорится о том, что генеральный секретарь предложил проведение дополнительной миссии, позволяющей членам миссии наблюдателей вести работу на всей сирийской территории, что по мнению сирийского МИД «противоречит требованию, которое Сирия направила в ООН». В то же время Сирия готова сотрудничать с СБ ООН в отправке группы инспекторов в Хан аль-Асаль под Алеппо, что было подтверждено в субботу в письме министра иностранных дел Сирии Пан Ги Муну. Также теракт на оживлённой улице Дамаска унёс жизни 15 человек, около полусотни жителей пострадали.
25 апреля министр обороны США Чак Хейгел заявил что власти Сирии, вероятно, применяли химическое оружие. По его словам, к таким выводам пришла американская разведка. Однако полной уверенности на этот счёт у американских спецслужб до сих пор нет, но всё же они полагают, что правительство Башара Асада прибегало к ограниченному использованию химического оружия, в частности, газа зарина. Госсекретарь Джон Керри также заявил, что правительственные силы как минимум в двух атаках применили химическое оружие. Белый дом проинформировал членов Конгресса о выводах военной разведки.
29 апреля в центре Дамаска во время проезда кортежа премьер-министра Сирии произошёл теракт, в результате которого 10 человек погибли, 13 получили ранения, в том числе среди погибших оказался личный охранник премьер-министра аль-Хальки. Сам премьер-министр в результате взрыва не пострадал. Генеральный секретарь ООН Пан Ги Мун осудил покушение на аль-Хальки, назвав случившееся терактом.
30 апреля в столице Сирии прогремел мощный взрыв. Инцидент произошёл около здания МВД. На воздух взлетел заминированный автомобиль. В результате теракта погибли более десятка человек. Около 70 получили ранения. Взрывной волной повреждены десятки машин. На месте взрыва возник пожар.

#### Май
1 мая представитель Белого дома Джей Карни заявил, что США не исключают возможность поставок оружия сирийским повстанцам. Также он заявил, что США намереваются твёрдо добиваться ухода Башара Асада от власти.
2 мая в населённом пункте Бейда на западе Сирии в ходе боестолкновений правительственных сил и повстанцев погибли по меньшей мере 50 человек, в том числе женщины и дети. Однако правозащитники полагают, что число погибших может достигать 100 человек. Бои в этом населённом пункте развернулись утром. Когда правительственные силы заняли Бейду, телефонная связь и связь с ней по интернету прервались. Сообщается, что в ходе боёв погибли 6 бойцов правительственных сил, ещё около 20 военнослужащих получили ранения.
3 мая в международном аэропорту города Дамаска прогремели два взрыва. После взрывов в аэропорту начался пожар, вызванный, предположительно попаданием ракеты в резервуар с топливом. Ещё одна ракета, выпущенная повстанцами попала в самолёт. О жертвах не сообщается. Пожар впоследствии был потушен.
30 мая в провинции Хатай на юге Турции 3-5 неизвестных обстреляли турецкий патруль. Никто из турецких военнослужащих не пострадал. В ответ турецкие военнослужащие открыли огонь по неизвестным.

#### Июнь
4 июня в Дамаске в квартале Аль-Адави было обстреляно российское посольство. Никто из членов посольства не пострадал, однако от взрыва погиб один прохожий, несколько человек ранены.
5 июня правительственные войска Башара Асада сообщили о восстановлении полного контроля над стратегически важным городом Эль-Кусейр. Этот город был известен как «оплот повстанцев». Теперь же армия Башара Асада перехватила инициативу в свои руки.
6 июня правительственные войска Сирии вновь вернули контроль над единственным пограничным переходом между Израилем и Сирией на Голанских высотах. Ранее этот переход был захвачен повстанцами. В настоящее время в районе КПП «Кунейтра» идут ожесточённые бои между повстанцами и правительственными силами. Очевидцы видели, как израильские машины «Скорой помощи» эвакуировали пострадавших с КПП.
11 июня теракт на площади Марджа в Дамаске. В результате погибли 14 человек, десятки человек были ранены. В сою очередь МИД России высказал мнение, что данный теракт направлен на срыв политического урегулирования сирийского конфликта.
20 июня танки правительственных войск вступили в центр Алеппо. Повстанцы в Алеппо находятся в котле.

#### Июль
1 июля взрыв в здании сирийской разведки в деревне Кфар-Суса, что на окраине Дамаска. В результате теракта погибл ряд старших офицеров — бригадный генерал Хафез Махлуф, двоюродный брат Башара Асада и важный чин в сирийской разведке. Погибли также глава разведки президентского дворца в Дамаске бригадный генерал Ахмед Диб и генерал Мухаммед Диб — руководитель сирийской политической разведки.
29 июля была опубликована видеозапись поражения ракетой «Оса» правительственного вертолёта Ми-8.

#### Август
21 августа в пригороде Дамаска Восточная Гута было применено химическое оружие, унёсшее более 1000 жизней. Башар Асад заявил, что это была провокация боевиков с подачи американцев, чтобы оправдать нападение на Сирию.

#### Октябрь
2 октября в результате ракетного обстрела боевиками «Джебхат-ан-Нусры» трансформаторной станции Ас-Сакхур город Алеппо оказался полностью обесточенным.
16 октября на юго-западе Сирии произошёл мощный теракт. На воздух взлетел заминированный автомобиль. В результате атаки погибли более 20 человек. Среди них — женщины и дети.

#### Ноябрь
18 ноября взрыв в правительственном здании под Дамаском унёс жизни более 30 военнослужащих. Среди погибших — четыре генерала. Взрывные устройства, по предварительным данным, были заложены в подвале здания.
В ноябре группировка «Джейш аль-Ислам» захватила два учебных самолёта Л-39с, которые использовались правительством как боевые.

#### Декабрь
15 декабря в Алеппо в результате авиационной бомбардировки правительственной авиацией кварталов города погибли 83 человека.
22 декабря террорист-смертник взорвал автомобиль возле комплекса школьных зданий. В результате погибло 20 человек, большинство из которых дети.

### 2014 год

#### Январь

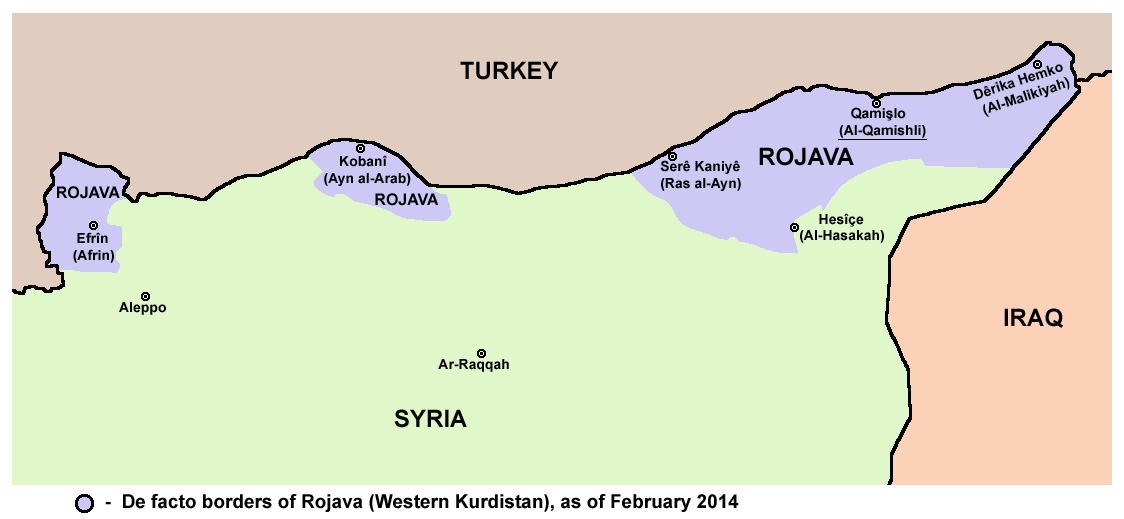
Сирийский Курдистан, 2014

В январе 2014 года сирийские курды объявили о создании на севере Сирии собственной автономии под названием Рожава. В её состав вошли три кантона — Джазира, Кобани, Африн (на момент провозглашения представляли собой разделённые территории). Сирийские власти не признали автономию, но не препятствовали её функционированию. Территория Сирийского Курдистана контролировалась Высшим курдским советом и связанными с ним вооружёнными Отрядами народной самообороны (YPG).
З января неизвестными были похищены пятеро сотрудников гуманитарной международной организации Врачи без границ, граждане Бельгии, Швеции, Дании, Швейцарии и Перу.
3 января вооружённая оппозиция с помощью своих различных формирований, а именно «Ахрар аш-Шам» и ССА в сговоре с «Джебхат ан-Нусра» совершили крупномасштабное нападение на базы ИГИЛ в Алеппо, Идлибе, на побережье и в Ракке.

#### Март
23 марта в воздушном пространстве над провинцией Латакия (по данным ВС Турции, в воздушном пространстве этого государства) турецкий истребитель F-16 сбил сирийский МиГ-23. Инцидент произошёл в воздушном пространстве Сирии. В этот же день был убит Хилал Асад — двоюродный брат сирийского президента Башара Асада. В ходе ожесточённых боёв в северных районах Латакии вертолёты турецких ВВС оказывали огневую поддержку отрядам оппозиции.

#### Апрель
18 апреля в городе Хомс произошёл теракт, погибли 10 человек.
29 апреля в городе Хомс произошёл теракт, погибли более 35 жителей.

#### Май
8 мая группировка «Исламский фронт» взяла на себя ответственность за взрыв гостиницы Carlton Citadel, расположенной рядом со средневековой крепостью Алеппо. По сведениям оппозиции, в результате взрыва погибли по меньшей мере 50 «наёмников режима Асада».

#### Июнь
2 июня в результате взрыва заминированного автомобиля в провинции Хомс погибли не менее 10 человек.
15 июня сирийские войска освободили город Кесаб на границе с Турцией.
20 июня террористы взорвали заминированный автомобиль в Сирии, не менее 34 человек погибли.
25 июня боевики ИГИЛ взяли под свой контроль город Абу-Камаль после того, как руководство и боевики «Джебхат ан-Нусры», дислоцированные в городе, дали присягу ИГИЛ.
26 июня президент США Барак Обама попросил Конгресс США одобрить выделение 500 миллионов долларов для оказания помощи сирийской оппозиции в борьбе против Башара Асада. Данные средства предполагалось использовать для создания военных лагерей, обучения и обеспечения оппозиции оружием.
28 июня террористы взорвали заминированный автомобиль в городе Дума, расположенном к северо-востоку от Дамаска. В результате теракта есть убитые и раненые.
30 июня ИГИЛ объявило о создании халифата, халифом стал глава группировки Абу Бакр аль-Багдади.

#### Июль
23 июля боевики «Исламского государства» совершают нападение на армейскую базу 17-й дивизии правительства Асада за пределами города Эр-Ракка и им удаётся захватить её.
25 июля «Исламское государство» захватывает базу 121-го полка (Аль-Майлабия) в Эль-Хасаке. Тем временем боевики «Исламского государства» продвинулись на контрольно-пропускные пункты, ведущие в город Эль-Хасака, что привело к тому, что САА передала некоторые из своих контрольно-пропускных пунктов РПК, опасаясь натиска боевиков.

#### Август
28 августа «Исламское государство» захватило военную авиабазу Табка.

#### Сентябрь
9 сентября террорист-смертник привёл в действие взрывное устройство во время встречи командования Ахрар аш-Шам в городе Идлиб. В результате взрыва погибло не менее 45 человек, в том числе лидер группировки Хассан Абуд и ещё 27 полевых командиров.
28 сентября САА освободила город Адра и район Духания в Дамаске.

#### Декабрь
7 декабря Сирия заявила о налёте ВВС Израиля на международный аэропорт Дамаска, также бомбардировке города Димас на сирийско-ливанской границе.
24 декабря в провинции Ракка, которую контролируют боевики «Исламского государства», сбит военный самолёт. Власти Иордании подтвердили, что один из их пилотов был захвачен в плен во время операции против боевиков «Исламского государства», сообщают ТАСС.

### 2015 год

#### Январь
Правительственные войска Сирии во взаимодействии с курдскими Отрядами народной самообороны освободили от формирований «Исламского государства» город Кобани (Сирийский Курдистан).
25 января боевики «Джейш аль-Ислам» произвели массированный ракетный обстрел Дамаска, сообщалось о семи жертвах.

#### Март
28 марта оппозицией после 4 дней боёв был взят под свой контроль город Идлиб — столица одноимённой провинции.

#### Апрель
1 апреля боевики «Исламского государства» захватили лагерь беженцев из Палестины «Ярмук» в Дамаске.
В апреле 2015 года сирийские власти заявили о готовности обсуждать с курдами условия предоставления им автономии после завершения конфликта в стране.
26 апреля оппозиционными группировками был создан Операционный центр «Освобождение Алеппо» (Fatah Halab).

#### Май
20 мая сирийская армия оставила город Пальмира в 240 км от Дамаска. Войска заняли оборонительные позиции на окраине города и удерживают шоссе на Хомс и Дамаск. Также сирийские войска удерживают позиции в районе крепости эмира Фахреддина на западном холме, возвышающемся над оазисом. Сирийские ВВС наносят удары по местам скопления боевиков „Исламского государства“.
21 мая боевики „Исламского государства“ установили контроль над древним сирийским городом Пальмира.

#### Июнь
15 июня курдские Отряды народной самообороны (YPG) совместно со Свободной сирийской армией захватили город Тель-Абьяд на границе с Турцией, после бомбардировок авиации коалиции. Тем самым курдам удалось соединить два из трёх своих анклавов на территории Сирии. В результате притеснений, осуществляемых курдами по отношению к местному арабско-туркменскому населению, на границе скопилось большое количество беженцев.
21 июня боевики „Исламского государства“ заминировали памятники Пальмиры.
27 июня бойцы курдского ополчения освободили от боевиков „Исламского государства“ город Кобани.

#### Июль
3 июля боевики „Исламского государства“ разгромили шесть статуй в древней части сирийской Пальмиры.

#### Сентябрь
7 сентября отряды ИГ захватили нефтяное месторождение „Джазар“ — последнее, которое контролировалось правительственными войсками.
9 сентября авиабаза Абу-Духур на границе с северо-западной провинцией Идлиб перешла в руки боевиков группировки „Джейш аль-Фатх“. После захвата авиабазы сирийские военные были полностью вытеснены из провинции Идлиб.
30 сентября Россия официально подтвердила переброску в Сирию авиационной группировки из нескольких десятков самолётов и вертолётов и подразделений обеспечения по договорённости с президентом Сирии Башаром Асадом.

#### Октябрь
В течение октября российские ВВС наносили удары по позициям боевиков в различных провинциях Сирии, оказывая воздушную поддержку действиям сирийской армии.
4 октября было сообщено о том, что ВВС РФ „с применением бетонобойных авиабомб БЕТАБ-500“ уничтожили четыре командных пункта ИГ в провинции Идлиб. Ранее сообщалось, что ВВС РФ нанесли удары по восьми объектам ИГ в окрестностях города Джиср-эш-Шугур провинции Идлиб. Всего за первые 4 дня официального участия ВВС РФ в бомбардировках в Сирии было нанесено более 50 ударов по объектам ИГ.
5 октября МО РФ сообщило о воздушных ударах по позициям ИГ в восточной части провинции Хомс и уничтожении 20 танков. В СМИ со ссылкой на агентство Reuters появились сообщения о том, что 53 саудовских духовных деятеля поддержали „джихад“ против России, Ирана и властей Сирии. Официальные лица РФ ранее неоднократно утверждали, что „наземная операция России в Сирии исключена“, однако, по сообщениям CNN, Пентагон заявил, что наблюдает приготовления России к наземной операции в Сирии.
6 октября МО РФ сообщило об уничтожении бомбардировщиками Су-24М недалеко от района Гута (провинция Дамаск) завода по производству боеприпасов для группировки ИГ.
7 октября Турция получила разрешение НАТО сбивать российские самолёты, нарушающие её воздушное пространство. Как пишет Euroua.com, ссылаясь на NR Baltija, ВВС Турции намерены всерьёз атаковать российские истребители в случае повторных пересечений границы. „При этом почти нормой стало то, что россияне не предоставляют план полётов, не отвечают на запросы гражданских авиадиспетчерских служб, создавая угрозу гражданскому авиасообщению“, пишут СМИ. В тот же день МО РФ заявило о первом боевом применении крылатых ракет „Калибр“. С четырёх ракетных кораблей Каспийской флотилии было выпущено 26 ракет по объектам ИГ в Сирии.
8 октября боевиками ИГ убит иранский военный советник генерал Хоссейн Хамедани, замначальника элитного подразделения Аль Кудс.
9 октября Россия увеличила интенсивность вылетов боевой авиации в Сирии. За сутки с авиабазы Хмеймим было совершено 64 боевых вылета на самолётах Су-34, Су-24М и Су-25СМ по 55 объектам ИГ.
13 октября правительственные войска Сирии перешли в наступление на восточный пригород Дамаска Джобар.
15 октября САА начала масштабное наступление на севере Латакии в сельской местности.
16 октября в Турции самолёты военно-воздушных сил страны сбили неопознанный беспилотник, который нарушил воздушное пространство государства со стороны Сирии.
17 октября иранское информационное агентство Фарс сообщило со ссылкой на группировку „Джебхат ан-Нусра“ о смерти в результате авиаудара одного из лидеров вооружённой оппозиции Санафи ан-Насра.

#### Ноябрь
3 ноября правительственные войска Сирии установили контроль над трассой Дамаск-Алеппо, через день было возобновлено автомобильное движение по этой трассе.
7 ноября правительственные силы окружили в Алеппо укрепрайон боевиков „Джебхат-ан-Нусры“.
9 ноября вооружённые силы Сирии при поддержке российской боевой авиации и отрядов местного ополчения освободили от боевиков „Джебхат-ан-Нусры“ город Гмам, который находится в 25 км от Латакии. Боевики оказались отрезаны на этом участке от турецкой границы и от Алеппо.
10 ноября террористы обстреляли самодельными ракетами центр Латакии. По некоторым данным погибло больше 20 человек, больше 40 человек получили ранения. Вооружённые силы Сирии прорвали трёхлетнюю блокаду военной авиабазы Квайрес около Алеппо. Авиабаза Квайрес была окружена террористами с мая 2012 года. Все это время снабжение аэродрома шло по воздуху. После снятия блокады с авиабазы ВВС Сирии теперь могут спокойно делать оттуда боевые вылеты.
12 ноября правительственные войска Сирии взяли под свой контроль город Эль-Хадер, который являлся главным оплотом боевиков „Джебхат-ан-Нусры“.
13 ноября в Вене прошли переговоры РФ, США, Великобритании и других стран по Сирии. Стороны договорились о разработке новой сирийской конституции и о проведении свободных выборов в Сирии в течение 18 месяцев. Военные США заявили, что в Ракке авиаударом американского беспилотника убит главный палач ИГ Мухаммад Эмвази (Джихадист Джон). Позже Пентагон подтвердил, что 12 ноября 2015 года был убит главный палач ИГ.
16 ноября военные САА взяли в плен на юге Алеппо одного из полевых командиров группировки „Джейш аль-Фатх“.
17 ноября ВС Сирии взяли под контроль селение Ксейс в 4 км от аэродрома Квайрес. После этого ВС САР перешли в наступление на оплот ИГ Дейр-Хафир, который находится на западе провинции Алеппо. ВКС РФ усилили интенсивность нанесения ударов по террористам ИГ. Был нанесён первый массированный авиаудар по ИГ. В ходе первого массированного авиаудара 34 крылатыми ракетами были поражены 14 командных пунктов ИГ. Ранее сообщалось, что удар по ИГ нанесла российская подлодка „Ростов на Дону“. Но Шойгу опроверг эти сообщения. Такие массированные удары (мощные авиаудары ВКС РФ) называются „ударами возмездия“ (накануне Путину доложили о теракте на борту российского А-321. После этого Владимир Путин приказал усилить авиаудары по ИГ).
20 ноября с кораблей Каспийской флотилии был осуществлён запуск 18 крылатых ракет большой дальности „Калибр“ по объектам террористов ИГ. Армия САР уничтожила под Алеппо террористическую бригаду „Исламская бригада свободы“. Министр обороны России Сергей Шойгу заявил, что основные усилия ВКС РФ направлены на подрыв финансово-экономической базы ИГ. Уничтожено 15 объектов хранения и переработки нефти, 525 автоцистерн», — доложил Шойгу Путину. По словам Шойгу, прекращена поставка на чёрный рынок 60 тысяч тонн нефти в сутки, террористы ИГ недосчитались 1,5 миллиона долларов ежедневно.
22 ноября войска Сирии освободили от террористов ИГ город Мхим в провинции Хомс.
24 ноября российский бомбардировщик Су-24 был сбит турецким самолётом F-16 в районе сирийско-турецкой границы. Один пилот погиб, второго спасли сирийские военные. В. Путин назвал это «ударом в спину». Отношения РФ с Турцией были практически заморожены до тех пор, пока Реджеп Тайип Эрдоган 27 июня 2016 года не принёс российской стороне извинения.
25 ноября правительственные войска Сирии перекрыла пути снабжения террористов ИГ между Раккой и Алеппо. Также сирийская армия освободила все села вокруг аэродрома Квайрес.
26 ноября на российской авиабазе «Хмеймим» в Латакии развёрнута зенитно-ракетная установка С-400, чтобы впредь пресекать любые возможные инциденты с иностранной авиацией, направленных против российских самолётов.
30 ноября сирийская армия окружила город Сальму в провинции Латакия. Также армия Сирии уничтожила подземные укрепления террористов в пригороде Дамаска Джобаре.

#### Декабрь
2 декабря парламент Великобритании одобрил проведение воздушной операции британских ВВС против ИГ в Сирии. Также Министерство обороны России заявило, что боевики ИГ контрабандой поставляют нефть в Турцию через 100-километровый участок турецко-сирийской границы, который контролируется террористами ИГ. 3 декабря Британские ВВС сделали первые вылеты со своей авиабазы «Акротири» на Кипре и нанесли первые авиаудары по боевикам ИГ.
5 декабря боевики обстреляли из миномётов христианский квартал Баб-Тума в исторической части Дамаска. Четыре мирных жителя получили осколочные ранения. Также стало известно, что ВВС Турции приостановили удары по ИГ после инцидента с российским самолётом Су-24.
7 декабря террористы обстреляли город Алеппо на севере Сирии. Три мирных жителя погибли. В этот же день ВВС международной коалиции во главе с США нанесли авиаудар по складу с боеприпасами сирийской армии в провинции Дейр-эз-Зор на востоке Сирии. Погибли четыре солдата сирийской армии. 12 солдат получили ранения. Повреждено два танка.
8 декабря впервые с российской подлодки был осуществлён пуск крылатых ракет по объектам ИГ в Сирии. Удар нанесла подлодка «Ростов-на-Дону» из акватории Средиземного моря. Два крупных пункта боевиков были уничтожены.
9 декабря Хомс полностью перешёл под контроль сирийской армии. Остатки боевиков покинули пригороды Хомса.
10 декабря Алеппо подвергся массированному обстрелу со стороны боевиков. При обстреле погибло 30 человек. В христианском сирийском городе Тель-Тамр провинции Эль-Хасаке произошёл тройной теракт, устроенный террористами ИГ. Были взорваны три заминированных автомобиля. Один из терактов был осуществлён рядом с военным госпиталем. Погибло около 60 человек, больше 100 получили ранения. Также недалеко от трассы Дамаск-Хомс сирийская армия уничтожила подземную систему укреплений боевиков ИГ.
12 декабря террористы взорвали заминированный автомобиль возле госпиталя Аль-Ахли в центральном квартале Хомса Аз-Захра. Погибло 22 человека, ранено более 70 человек.
14 декабря сирийская армия освободила авиабазу Мардж-аль-Султан вблизи Дамаска.
15 декабря боевики различных антиправительственных группировок, действующих в восточном пригороде Дамаска Восточная Гута, заявили о создании в пригородах Дамаска объединения «Новый оперативный пункт».
16 декабря сирийская армия взяла под свой контроль стратегическую высоту ан-Нуба, которая находится на севере провинции Латакия, под городом Сальма.
18 декабря Совет Безопасности ООН единогласно принял резолюцию по итогам переговоров глав МИД международной группы поддержки Сирии. Эти переговоры прошли в Нью-Йорке. Резолюция Совбеза ООН закрепила мирный план урегулирования по Сирии, согласованный в Вене 13 ноября. Мирный план предусматривает прекращение огня между правительственными войсками и сирийской оппозицией, создание конституции за шесть месяцев, проведение в течение 18 месяцев выборов и создание переходного правительства. Также согласно плану правительство и оппозиция должны совместно бороться с террористами ИГ, «Джебхат-ан-Нусры» и других террористических организаций.
20 декабря израильские ВВС нанесли авиаудар по позициям ливанского шиитского движения «Хезболла» в восточном пригороде Дамаска. В результате авиаудара погиб один из лидеров «Хезболлы» Самир Кунтар.
22 декабря армия Сирии освободила от террористов ИГ город Маатра в провинции Алеппо.
25 декабря правительственные войска Сирии установили контроль над стратегической высотой Джебель-Ноба в провинции Латакия.
26 декабря правительственные силы Сирии убили в провинции Дамаск лидера «Фронта революционеров Сирии» Лида Мухаммад аль Масаальма. Боевики обстреляли миномётами Дамаск. Погибло 9 человек.
28 декабря Вооружённые силы Сирии при поддержке ВКС РФ освободили от боевиков ИГ тактически важную высоту Телль-Шербию, которая находится в провинции Алеппо. Занятие высоты Телль-Шербии позволило сирийским военным ещё больше расширить зону безопасности вокруг аэродрома Квайрес. Также ВС Сирии при поддержке российских ВКС заняли плотину через реку Евфрат, которая является стратегическим объектом. В центре Хомса произошёл тройной теракт. Были взорваны заминированные автомобили. Погибло более 30 человек, ранения получили более 90 человек.
30 декабря правительственные силы Сирии освободили от боевиков ключевую базу на юге Сирии. Занятие этой базы позволило сирийской армии установить контроль над трассой Даръа-Дамаск. Также армия Сирии взяла под контроль поселение Шейх Мискин, которое было главным оплотом террористов в провинции Даръа.
31 декабря в городе Камышли произошёл тройной теракт, в результате которого погибло 16 человек. Вертолёт ливанской армии был обстрелян сирийскими ПВО вблизи сирийско-ливанской границы. Экипаж в результате обстрела не пострадал и сумел вернуться на свою авиабазу.

### 2016

#### Январь
1 января французские ВВС нанесли авиаудары по нефтяным объектам ИГ близ сирийского города Ракка на севере Сирии.
4 января Организация по запрещению химического оружия (ОЗХО) заявила о полном уничтожении химического оружия Сирии. Глава ОЗХО Ахмет Узюмджю заявил, что в Техасе были уничтожены (переработаны) последние 75 цилиндров фтороводорода. Таким образом процесс уничтожения сирийского химического оружия завершился.
11 января полевые командиры ИГ Башар Мухамед эль-Катур и Мухамед Изамель были убиты в Сирии, заявил начальник главного оперативного управления Генштаба ВС РФ генерал-лейтенант Сергей Рудской. В провинции Хама сирийские войска продвинулись на 12-15 километров на юго-восточного и, освободив населённые пункты Джарния, Рамлия и Джарджиса, вышли на рубеж реки Нахр-ат-Асси. В провинции Хомс сирийская армия освободила город Мхин и, развивая наступление на восток, вышла к городу Эль-Карьятейн. В пригородах Дамаска сирийская армия продолжает наступление. Ведётся зачистка кварталов Восточной Гуты. Наибольшее продвижение сирийской армии отмечается в направлениях Блалия, Нашабия и Хауш-Харабу. В провинции Дарьа сирийская армия ведёт зачистку города Шейх-Мискин.
12 января сирийская армия освободила от террористов город Сальму, которая являлась главным оплотом боевиков «Джебхат-ан-Нусры» в провинции Латакия.
14 января российские ВКС и сирийские ВВС совершили первый совместный боевой вылет. В ходе вылета сирийские самолёты прикрывали российских лётчиков.
22 января министр обороны США Эштон Картер заявил, что США могут провести сухопутную операцию в Сирии и Ираке по уничтожению террористов ИГ.
24 января сирийская армия взяла под свой контроль город Ар-Рабию.
26 января зачищены окрестности города Даръа.
31 января произошёл тройной теракт в Дамаске. В результате теракта погибло 76 человек, ещё 110 человек получили ранения.

#### Февраль
3 февраля САА перекрыла пути снабжения боевиков в Алеппо. Снабжались боевики боеприпасами из Турции. Также сирийская армия прорвала четырёхлетнюю блокаду городов Нубель и аз-Захра на севере провинции Алеппо. Начало боёв за город Аазаз.
4 февраля Саудовская Аравия объявила о своей готовности провести сухопутную операцию в Сирии.
5 февраля САА освободила населённый пункт Осман (провинция Даръа, юг Сирии) в 13 километрах от иорданской границы.
6 февраля министр иностранных дел Сирии осудил планы США по проведению сухопутной операции в Сирии. Он назвал эти планы «попыткой интервенции». Также министр пообещал в случае начала проведения американскими военными сухопутной операции в Сирии «отправлять интервентов домой в гробах».
7 февраля Объединённые Арабские Эмираты заявили о своей готовности провести сухопутную операцию в Сирии.
12 февраля в Мюнхене состоялось заседание Международной группы поддержки Сирии (МГПС). В ходе заседания стороны договорились о прекращении огня в Сирии за неделю. Также Россия и США договорились о военной координации между собой в борьбе с террористами ИГ.
14 февраля Саудовская Аравия допустила силовое свержение президента Сирии Башара Асада. Турция обстреляла приграничные территории в сирийских провинциях Латакия и Алеппо.
15 февраля сирийские ополченцы освободили от боевиков ИГ город Тель-Рифаат и селение ат-Тыба на севере провинции Алеппо.
17 февраля Нидерланды нанесли первые авиаудары по позициям ИГ в Сирии.
18 февраля сирийское ополчение отрезало путь снабжения ИГ из иракского Мосула, взяв под свой контроль газоперерабатывающий завод на востоке города Шаддади и нефтяное месторождение Гуна. Сирийская армия освободила от террористов ИГ город Кенсаба, который был одним из последних и важных оплотов боевиков ИГ в провинции Латакия. Остатки боевиков бежали к городу Бидама, который находится на западе провинции Идлиб.
19 февраля курдские ополченцы освободили от боевиков ИГ город Шаддади.
20 февраля по сообщению издания «Milliyet», для обстрела позиций отряда народной самообороны (YPG) в Сирии, выступающего на стороне курдов, Турция установила на границе с Сирией реактивные системы залпового огня TR-122 «Сакарья».
21 февраля по данным независимых источников боевики ИГ вернули под свой контроль город Шадади в провинции Эль Хасеке убив при этом до 200 курдских бойцов.
22 февраля Россия и США договорились о прекращении огня в Сирии между властями и оппозицией с 27 февраля. Районы, где будет прекращён огонь, определят военные РФ и США. Перемирие не распространяется на ИГ и Джебхат ан-Нусру.
Джунд аль-Акса и Свободная сирийская армия захватили деревню Расм ан-Нафаль, к юго-западу от озера Джаббуль, снова разорв шоссе Ифрия-Ханасер во второй раз за 5 месяцев. В скоординированных действиях ИГИЛ также захватило несколько деревень вдоль южного берега озера Джаббуль и к югу от Расм-эль-Нафаля, заблокировау большую часть дороги Алеппо и дороги Шейха Хилал-Итрия. Сирийская арабская армия не смогла сразу вытеснить боевиков с большинства захваченных позиций.
23 февраля на российской авиабазе «Хмеймим» в сирийской провинции Латакия был создан координационный центр по примирению в Сирии.
25 февраля курдское ополчение поддержало прекращение огня в Сирии. Правительственные войска Сирии освободили от боевиков ключевой город Ханасер, который находится на дороге в Алеппо.
27 февраля Совет Безопасности ООН принял резолюцию в поддержку перемирия в Сирии. В Сирии с 1:00 (мск) вступил в силу режим прекращения огня между официальным Дамаском и вооружённой оппозицией. Огонь был прекращён в 34 населённых пунктах в Сирии. Минобороны РФ заявило, что ВКС РФ контролируют ситуацию в Сирии. На прекращение огня согласились 97 вооружённых группировок «умеренной оппозиции». Также согласились на перемирие и курдские ополченцы. Перемирие не распространяется на ИГ, Джебхат ан-Нусру и некоторые другие организации, признанные Совбезом ООН террористическими.

#### Март
4 марта ВВС США нанесли авиаудар по позициям боевиков ИГ близ города Эш-Шаддад. Позже выяснилось, что в ходе авиаудара якобы был тяжело ранен «военный министр» ИГ Абу Умар аш-Шишани. Через 10 дней он якобы скончался от тяжёлых ранений. 16 марта ИГ опровергло гибель своего военного лидера Абу Умара аш-Шишани. В сообщении, размещённом в связанных с «Исламским государством» блогах, утверждается, что аш-Шишани не только не был убит в результате удара беспилотника, но и не получал никаких ранений. Однако, в середине июля 2016 года подконтрольное ИГ информационное агентство «Амак» сообщило, что он погиб в боях в окрестностях иракского города Шергат к югу от Мосула 13 июля.
6 марта по сообщениям правительственных СМИ, жители города Ракка подняли восстание против террористов ИГ. Сначала жители собрались на стихийный митинг в поддержку армии Асада. Позже митинг перерос в жестокое столкновение с боевиками.
11 марта сирийская армия отбила у террористов ИГ стратегический важный город Карьятейн на юго-востоке провинции Хомс. Карьятейн долгое время был главным оплотом ИГ на основной транспортной развязке Дамаск-Пальмира.
12 марта в провинции Хама в районе военного аэродрома был сбит боевиками из ПЗРК самолёт ВВС Сирии МиГ-21. Один пилот погиб, другой пилот катапультировался на территории, контролируемой сирийской армией.
13 марта госсекретарь США Джон Керри заявил, что за последние 3 недели ИГ потеряло 3 тысячи квадратных километров территории в Сирии, убито 600 боевиков. Сирийская армия при поддержке российских ВКС начала операцию по освобождению Пальмиры от боевиков ИГ. В освобождении Пальмиры принимают своё участие сирийские правительственные войска, сирийский спецназ «Соколы пустыни», добровольцы из Ирана и Ливана, а также силы российского спецназа.
14 марта президент РФ Владимир Путин отдал приказ министру обороны Сергею Шойгу начать с 15 марта вывод основной части группировки ВКС из Сирии, так как основные задачи военной операции выполнены. При этом отмечено, что морской пункт в Тартусе и авиационная база Хмеймим продолжат «функционировать в прежнем режиме». На этих объектах останутся тысячи российских военных. При необходимости Россия может нарастить свою группировку ВКС в Сирии, нового решения Совета Федерации РФ для этого не потребуется. Министр обороны Сергей Шойгу заявил, что при поддержке ВКС РФ сирийская армия перешла в контрнаступление и вытеснила террористов из Латакии, было восстановлено сообщение с Алеппо, деблокирована авиабаза Квайрес, установлен контроль над нефтегазовыми полями близ Пальмиры. Вывод ВКС РФ из Сирии был согласован с президентом Сирии Башаром Асадом.
15 марта начался вывод основной части ВКС РФ с авиабазы Хмеймим. Первая группа российских военных самолётов вылетела из Сирии и приземлилась в России в Воронежской области. По информации, озвученной телеканалом Россия 24, Сирию покинут самолёты Су-24, Су-25, Су-34. Вместе с тем, одновременно с выводом ударной авиации, в Сирию были переброшены новейшие российские вертолёты Ми-28Н и Ка-52.
17 марта сирийские курды в одностороннем порядке провозгласили подконтрольные им территории на севере Сирии федеративным регионом. Географические границы региона точно не определены, пока в состав курдского региона вошли три курдских кантона и соседние регионы. Федеративный регион курдов называется «демократической системой Рожавы и северной Сирии». Декларация о создании курдской автономии была подписана в городе Румейла (Сирия, провинция Хасеке). По словам курдов, Сирийский Курдистан не хочет отделиться от Сирии, а хочет сделать всю Сирию федерацией. Россия, США, Турция, официальный Дамаск осудили решение курдов о создании своей автономии. Иракские курды наоборот поддержали решение сирийских курдов о создании своей автономии.
18 марта начальник Главного оперативного управления генштаба генерал-лейтенант Сергей Рудской заявил о продолжении российских авиаударов по террористам ИГ. Он сообщил, что российская авиация продолжает совершать до 25 боевых вылетов в день, поддерживая попытки сирийской армии отбить у боевиков ИГ город Пальмиру.
23 марта сирийская армия начала штурм Пальмиры. Правительственным войскам президента Сирии Башара Асада удалось освободить историческую часть Пальмиры от террористов ИГ. Сирийская армия сумела взять Пальмиру под огневой контроль. Все основные высоты вокруг Пальмиры перешли под контроль сирийской армии.
24 марта стало известно о гибели одного из офицеров ССО РФ — лейтенанта Александра Прохоренко вблизи Пальмиры. К моменту своей гибели — 17 марта — этот офицер целую неделю в районе Пальмиры координировал огонь российской авиации и сирийских войск, выявляя огневые точки и укрепления боевиков из окопавшейся там группировки ИГ. По корректировкам спецназовца Александра Прохоренко боевиков били несколько дней, а потом боевики засекли его укрытие. Когда террористы его вычислили и окружили, во избежание плена он вызвал огонь на себя, попросив своих накрыть огнём квадрат, где находился. Погиб, не сдавшись врагу. Это произошло, когда сирийские правительственные войска освободили историческую часть Пальмиры от террористов ИГ.
25 марта сирийская армия освободила исторический замок Фахр ад-Дина, господствующий над Пальмирой. Кроме того, на юго-западе города освобождён гостиничный комплекс «Семирамис» и район ресторанов, освобождена цитадель (крепость), а также была освобождена долина некрополя.
26 марта группы боевиков отступают к северным окраинам Пальмиры. Однако как на востоке, так и на западе города террористы оказывают ожесточённое сопротивление.
27 марта сирийская правительственная армия при поддержке России полностью освободила Пальмиру от террористов ИГ.
31 марта по школе в сирийском населённом пункте Дейр аль-Асафир в пригороде Дамаска был нанесён авиаудар. Погибли более 20 человек. Страны Запада обвинили в нанесении авиаудара сирийское правительство.

#### Апрель
2-3 апреля сирийская армия начала операцию по освобождению от террористов ИГ города Эль-Карьятейн.
5 апреля к югу от Алеппо боевики сбили ракетой «земля-воздух» сирийский истребитель-бомбардировщик ВВС Сирии Су-22. Также террористы обстреляли квартал Алеппо Шейх-Максуд ракетами. В результате ракетного обстрела погибло 10 человек, было ранено 50 человек.
10 апреля премьер-министр Сирии Ваиль Аль-Хальки заявил, что сирийская армия и российские ВКС готовят операцию по освобождению Алеппо.
12 апреля в районе Хомса разбился российский вертолёт Ми-28Н, погибло два пилота, по утверждению Министерства обороны ЧП не было результатом обстрела.
13 апреля на территории контролируемой правительством Асада прошли парламентские выборы.
18 апреля в результате миномётных и снайперских обстрелов жилых кварталов города Алеппо погибли 9 человек.
25 апреля на блокпосту сирийской армии недалеко от Дамаска взорвался автомобиль с заложенной бомбой. Инцидент произошёл в районе Сейида Зейнаб к югу от сирийской столицы. По информации агентства, погибли шестеро, однако ТАСС со ссылкой на бахрейнский новостной портал «Аль-Васат» сообщает о восьми жертвах теракта.

#### Май
23 мая серия взрывов прогремел в двух сирийских городах — в Джабле и Тартусе (провинция Латакия), жертвами терактов стали более 120 человек. Четыре взрыва прогремели в Джабле, три взрыва произошли в Тартусе. Ответственность за теракты на себя взяли террористы ИГ. В Джабле три взрыва прогремели рядом с автовокзалом, на входе на центральную остановку автобусов и у здания государственной энергетической компании. Четвёртый взрыв прогремел в отделении скорой помощи в больнице. Ещё три взрыва прогремели в Тартусе, также на автовокзале и в жилых кварталах.
24 мая курды объявили о начале наступления на Ракку — «столицу» ИГ. С воздуха поддержку наступающим будет оказывать возглавляемая США международная коалиция. В МИД России заявили, что Москва готова координировать усилия с курдами и возглавляемой США международной коалицией для освобождения Ракки. Наступление на Ракку ведут с севера отряды поддерживаемых США «Сирийских демократических сил», в которые входят курдские отряды народной самообороны (YPG), сирийские оппозиционные группировки, а также ассирийские, армянские и туркменские отряды.
25 мая курды освободили от боевиков ИГ поселение Аль-Фетиса и фермы Картажа к югу от города Эйн-Исса (50 км от Ракки), на северной окраине Ракки.
31 мая российские бомбардировщики Су-34 в районе населённого пункта Эт-Таура, расположенного в 42 километрах юго-западнее Ракки, уничтожили объекты нефтяного промысла организации ИГ.

#### Июнь
1 июня СДС взяли под контроль отрезок в 10 км к северу от сирийской Ракки.
2 июня СДС захватили шесть деревень близ города Манбидж, захваченного террористической группировкой «Исламское государство».
4 июня боевики «Джебхат ан-Нусры» нанесли массированный артиллерийский удар по кварталам Шейх Максуд, Эль-Мухафаза, Аз-Захра и аэропорту Эн-Найраб города Алеппо, а также по позициям Сирийской арабской армии (САА) в районе населённого пункта Хандрат. Погибли более 40 мирных граждан, полицейских и военнослужащих, ещё около 100 получили ранения. Также в результате обстрела боевиками сирийских городов более 270 мирных граждан погибли, ещё несколько сотен получили ранения. Сирийская правительственная армия впервые с 2014 года вошла в провинцию Ракка. В одноимённом центре этой провинции находится штаб-квартира ИГ.
8 июня районы Мейдан и Эль-Мухафаза в Алеппо подверглись обстрелам из миномётов. Обстрел произвели боевики террористической группировки «Джебхат ан-Нусра» и вооружённых формирований «Ахрар аш-Шам». Более 20 человек погибли в результате попадания снарядов в здание торгового центра и торговых рядов возле него. Около 40 мирных жителей получили ранения различной степени тяжести.
10 июня сирийская армия установила контроль над нефтяной насосной станцией и электростанцией Эс-Саура (Ат-Табка) в районе города Ар-Расафа в провинции Ракка.
11 июня в Дамаске в шиитском квартале на южной окраине прогремели два взрыва. Сначала подорвался террорист-смертник, а потом на воздух взлетел заминированный автомобиль. По некоторым данным, погибли девять человек. Около 20 получили травмы. Жители Алеппо пережили ещё одну бессонную ночь. До самого утра городские кварталы обстреливались боевиками «Джебхат-Ан-Нусры». Погиб один ребёнок и десятки человек ранены. По сообщениям российского центра по примирению враждующих сторон, огонь вёлся из реактивных систем и миномётов. Также Сирийские военные отбили атаку смертников группировки «Исламское государство» в юго-западном районе провинции Ракка.
14 июня курдские силы начали штурм захваченного ИГ сирийского города Манбиджа.
19 июня в результате правительственных бомбардировок в районе Табка в Ракке погибли 10 человек, включая женщин и детей, и 35 получили ранения.
24 июня курдские отряды прорвались в осаждённый Манбидж.
26 июня сирийское правительство и ВКС РФ нанесли удар по удерживаемому ИГ городу Аль-Крия в пригороде Дейр-эз-Зора, в результате чего погибли по меньшей мере 82 человека, в том числе 58 гражданских лиц.
В конце июня САА по непонятной причине отступила из провинции Ракка.

#### Июль
5 июля террористы ИГ пошли в контратаку с целью деблокировать Манбидж. Атака идёт как с севера и юга, так и из самого города. Различные источники сообщают о больших потерях с обеих сторон.
7 июля в ходе наступления элитного сирийского спецназа «Тигры» и подразделений сирийской армии в провинции Алеппо террористы понесли тяжёлые потери. Только на первое июля армейцы уничтожили 3 танка, 4 бмп, 6 пикапов с пулемётами и зенитными установками, 5 джипов, два артиллерийский орудия, 1 птрк, самодельная система залпового огня, миномёты, экскаватор и другую вспомогательную технику.
8 июля наступление ИГ на Манбидж провалилось. Также в районе Пальмиры был сбит сирийский Ми-25 с российским экипажем. Двое лётчиков погибли.
16 июля САА и ополчение проводит удачное наступление в Латакии рядом с турецкой границей. Возвращена Кинсаба и ещё ряд селений.
19 июля в результате авиаударов ВВС Франции погибло 120 гражданских лиц.
22 июля вблизи Алеппо подорвался на мине российский военнослужащий, сопровождавший гумконвой.
23 июля в результате обстрела террористами жилых кварталов Алеппо погибли 11 человек, 44 получили ранения.
26 июля сирийская армия окружила боевиков в Алеппо, перерезав все дороги, соединяющие Алеппо с остальной Сирией. Таким образом Алеппо оказалось в полном окружении.
27 июля сирийская армия освободила квартал Банизейд, где находился крупнейший оплот боевиков в Алеппо. Ожесточённые бои продолжаются на северных окраинах города Алеппо вблизи палестинского лагеря беженцев Хандарат. Также взорвался заминированный автомобиль на западной окраине города Эль-Камышлы, контролируемого силами курдов. По последним данным, количество погибших в результате теракта на западе сирийского города Эль-Камышлы возросло до 44, ранения получили около 170 человек.

#### Август
1 августа в провинции Идлиб, вблизи населённого пункта Телль-Султан, в результате обстрела с земли был сбит российский военно-транспортный вертолёт Ми-8. Он возвращался на авиабазу Хмеймим после доставки гуманитарной помощи в город Алеппо. На борту вертолёта находились три члена экипажа и два офицера российского Центра по примирению враждующих сторон. Все они погибли. Тела погибших военных попали в руки боевиков так называемой «умеренной оппозиции» и группировки «Джебхат Фатх аш-Шам».
4 августа курдские ополченцы взяли под свой контроль стратегически важные точки в Манбидже. Кольцо вокруг боевиков ИГ в центре Манбиджа сжимается. Курдские бойцы освободили от террористов ИГ рынок Аль-Халь, соседние промышленные зоны, район Аль-Тель и школу Аль-Севра.
11 августа шесть дальних бомбардировщиков Ту-22М3, взлетевшие с аэродрома базирования на территории РФ, нанесли сосредоточенный удар осколочно-фугасными боеприпасами по объектам террористической группировки ИГ в районах юго-восточнее, севернее и северо-западнее города Ракка.
В результате удара уничтожен крупный склад с оружием, боеприпасами и горюче-смазочными материалами вблизи города Ракка, завод по производству химических боеприпасов на северо-западной окраине города, а также крупный полевой лагерь подготовки боевиков ИГ.
12 августа СДС полностью освободили Манбидж. Тем временем сирийские правительственные войска перешли в наступление на юго-востоке Алеппо.
14 августа взрыв прогремел на сирийско-турецкой границе, погибли 35 человек.
15 августа террористы открыли миномётный огонь по западным и центральным кварталам Алеппо; в результате обстрела погибли десять человек, более 20 мирных граждан ранены.
16 августа Россия разместила дальние бомбардировщики Ту-22М3 и фронтовые бомбардировщики Су-34 на авиабазе Хамадан в Иране. Отсюда Россия нанесла первые авиаудары по боевикам ИГ в Сирии.
20 августа Иран дал разрешение России на бессрочное использование авиабазы Хамадан для нанесения авиаударов по позициям ИГ.
21 августа пресс-служба министерства обороны Франции сообщила, что ВВС страны нанесли авиационный удар по позициям боевиков группировки «Исламское государство» в сирийском городе Ракка. В сообщении оборонного ведомства говорится, что в результате французского воздушного рейда был нанесён удар по центру хранения и обслуживания тяжёлого вооружения исламистов в Ракке.
24 августа Турция объявила о начале совместной с формированиями Свободной сирийской армии операции «Щит Евфрата» против боевиков ИГ с целью зачистки территории 5 тыс. км² и создания на ней зоны безопасности для размещения беженцев. В рамках операции Турция ввела танки на сирийскую территорию в районе города Джераблус, а турецкая артиллерия и ВВС нанесли мощный удар по позициям ИГ. Турецкие вооружённые силы, участвующие в операции, сражаются фактически на два фронта — и с боевиками ИГ, и с курдскими формированиями. Турция пытается не допустить возникновения на севере Сирии враждебного Турции автономного образования — Сирийского Курдистана. Сирия назвала военную операцию Турции на своей территории «вторжением и нарушением сирийского суверенитета».
25 августа ССА при поддержке Турции заняла город Джераблус, выбив оттуда боевиков ИГ.
27 августа в результате взрыва бомбы в городе Алеппо погибло 15 мирных жителей.
28 августа боевики ИГ установили контроль над несколькими сёлами и обширными территориями к югу от города Шаддади, убив более 124 боевиков СДС и ранив десятки из них. Они захватили оружие и технику и подошли к городу Шаддади. Вся операция заняла несколько часов.
30 августа в Алеппо был убит пресс-секретарь террористической организации «Исламское государство» Абу Мухаммад аль-Аднани.

#### Сентябрь
2 сентября сирийская армия уничтожила большую часть танкеров нефтяного конвоя террористической организации «Исламское государство» в провинции Ракка.
4 сентября правительственные войска и отряды ополчения полностью освободили от боевиков территорию школы ВВС и тылового училища на юге Алеппо.
5 сентября пять мощных взрывов прогремели в Сирии: погибли порядка 40 человек, несколько десятков получили ранения. Взрывы прогремели практически одновременно. Сначала в городе Тартус на западе Сирии произошёл двойной теракт на трассе под мостом Арзуна. Государственное телевидение сообщает, что взорвался заминированный автомобиль, после чего взрывное устройство привёл в действие террорист-смертник. По данным государственного телевидения погибли 30 человек, несколько десятков получили ранения. Ещё два человека погибли при взрыве в городе Хомс.
6 сентября в результате столкновений с боевиками ИГ на севере Сирии погибли двое военнослужащих армии Турции, ещё пятеро получили ранения.
7 сентября Анкара готова принять предложение Вашингтона о совместной операции по освобождению сирийской Ракки от боевиков «Исламского государства», заявил президент Турции Тайип Эрдоган.
10 сентября по меньшей мере 20 человек погибли в результате авиаударов в сирийском городе Идлиб на северо-западе страны.
11 сентября в результате ожесточённых столкновений с солдатами САА были убиты два полевых командира группировки «Джабхат Фатх аш-Шам». ВКС нанесли серию авиаударов по позициям боевиков ИГ в Алеппо и Дейр-эз-Зоре, САА освобождает территории в провинции Латакия.
12 сентября в Сирии наступило недельное прекращение огня межу правительством Сирии и умеренной оппозиции на основе переговоров России и США в Женеве. На ИГ и «Джабхат Фатх аш-Шам» перемирие не распространяется.
13 сентября сирийские военные завили, что в ночь на 13 сентября системы ПВО сбили над провинцией Кунейтра два летательных аппарата — беспилотник и самолёт ВВС Израиля. Боевики повсеместно не соблюдают режим прекращения огня.
17 сентября представитель командования Вооружённых сил Сирии сообщил, что самолёты коалиции, возглавляемой США, нанесли удар по позициям сирийской армии у города Дейр-эз-Зор, который уже три года находится в блокаде ИГ. В результате погибло 62 сирийских солдата, ещё сотня были ранены. Сразу же после удара боевики начали наступление на позиции правительственных сил. Коалиция прекратила атаки, когда боевики заняли позиции на холмах, которые до этого были под контролем армии. В Вашингтоне заявили, что удар планировалось нанести по позициям ИГ. По инициативе России было созвано экстренное заседание Совета Безопасности ООН. Москва заявила, что режим прекращения огня в Сирии под угрозой срыва из-за действий США и не верит, что удар по правительственным войскам был ошибкой.
18 сентября сирийский военный самолёт был сбит под Дейр-эз-Зором при выполнении боевого задания. Пилот погиб.
19 сентября жертвами обстрела конвоя с гуманитарной помощью для жителей провинции Алеппо стал 21 человек. Погиб глава подразделения сирийского Красного Полумесяца Международного Комитета Красного Креста (МККК) Омар Баракат. Остальные погибшие — гражданские лица.
Армия Сирии и отряды ополчения начали масштабное наступление на позиции террористов на севере провинции Хама, сообщает РИА Новости со ссылкой на источник в сирийском национальном ополчении.
 21 сентября сирийская армия и ополчение начали масштабную военную операцию на севере Хамы. Это ответные действия на атаки боевиков группировки «Джунуд аль-Акса», которые продолжаются на протяжении полутора месяцев.
23 сентября 25 мирных жителей погибли при бомбардировках восточной части города Алеппо.
24 сентября боевики САА атаковали город Мереназ провинции Алеппо. ВВС США наносят авиаудары по позициям террористов ИГ в городе Ракка.
27 сентября сирийские правительственные войска продвинулись в центральную часть Алеппо, отбив часть подконтрольного повстанцам квартала Фарафра.
30 сентября спецотряд САА «Тигры» отразил широкомасштабное наступление боевиков из группировки «Джунд Аль-Акса» в Хаме. Террористы ИГ атаковали позиции отрядов СДС в Хасаке. Боевики из группировок «Ахрар Аш-Шам» и «Ансар Аш-Шам» столкнулись друг с другом в Идлибе.

#### Октябрь
1 октября больница М10 на востоке Алеппо подверглась авианалёту. В результате один человек погиб, число раненых пока не установлено. На госпиталь были сброшены две бочковые бомбы, здание сильно повреждено.
2 октября правительственные войска Сирии и бойцы курдских сил самообороны провели успешную совместную операцию по освобождению района Шкейф на северо-западе Алеппо.
3 октября в городе Хама два террориста-смертника подорвали пояса со взрывчаткой, в результате чего погибли по меньшей мере двое человек и 12 получили ранения. Также в городе Эль-Хасеке произошёл теракт на свадьбе, в результате погибли, как минимум, 22 человека.
4 октября военнослужащие сирийской армии провели массированную атаку позиций террористов ИГ в Хаме. В Алеппо в результате взрыва бомбы погиб один из командиров группировки «Джабхат Фатх аш-Шам» Абу Хамам Аль-Аскари. ВВС Сирии атакуют опорные пункты боевиков-оппозиционеров в Хаме.
5 октября боевики совершили артиллерийский обстрел университетского городка в Алеппо и прилегающих к нему жилых кварталов Эль-Меридиен, Эс-Сабиль и Сулейман аль-Халиби. Одна из мин пробила крышу здания юридического факультета, ещё несколько снарядов легли во дворе университетского комплекса, где студенты отдыхали между парами. Погибли не менее пяти человек, около 30 получили ранения. Занятия прерваны, всех студентов эвакуировали в безопасное место.
7 октября САА уничтожила более 20 боевиков в районе Аль-Амирийя. В ходе удачной операции правительственные войска взяли под контроль 10 зданий в Аль-Амирийя провинции Алеппо.
8 октября передовые отряды сирийской армии и ополчения в Алеппо освободили район Хувейджа и взяли под контроль отрезок окружной автомагистрали на круговой Джандуль.
10 октября командный пункт террористов был уничтожен сирийскими войсками при поддержке народного ополчения. Как сообщается, он был расположен в населённом пункте Халса — в 19 километрах к югу от Алеппо.
13 октября ООН получила отказ от группировки «Джебхат Фатх аш-Шам» на предложение спецпосланника по Сирии об их выходе из восточного Алеппо по безопасным коридорам города вместе со своим оружием. Де Мистура заявил, что готов лично находиться рядом с боевиками, чтобы гарантировать их безопасность. Боевиков в Алеппо насчитывается около 900 человек.
14 октября при загадочных обстоятельствах в провинции Ракка был застрелен военнослужащий США.
16 октября поддерживаемые Турцией боевики захватили символически важный город Дабик у группировки «Исламское государство».
20 октября боевики «Исламского государства» заявили, что они сбили штурмовик А-10 ВВС США в провинции Эль-Хасака.
23 октября армия Сирии совместно с отрядами ополчения перешла в наступление на юге Алеппо. Военнослужащие продвигаются к господствующим высотам вблизи жилого квартала 1070, боевики оказывают им ожесточённое сопротивление.
24 октября сирийская армия и бойцы ополчения отбили у боевиков высоту Базза на юге сирийского города Алеппо.
25 октября военнослужащие правительственных войск провели наступление на позиции боевиков в провинции Дамаск. ВВС Сирии нанесли авиаудары по опорным пунктам боевиков в Хаме и Хомсе.
26 октября сирийская армия продолжила наступление на позиции террористов в квартале 1070 и в районе рынка на юго-западе Алеппо.
27 октября боевики ИГ из крупнокалиберных миномётов и ракетных установок кустарного производства произвели обстрел школы в квартале Аш-Шахба провинции Алеппо. После этого, они открыли огонь по жилым домам в квартале Аль-Хамдания. Сирийские военные сообщают, что во время обстрела радикальных исламистов, которые скрываются в квартале Аз-Захра, погибли три школьника и ещё 14 получили осколочные ранения различной степени тяжести. Во время обстрела жилого квартала погибли три члена одной семьи.
28 октября сирийские оппозиционные силы, в том числе джихадисты, пытаются прорвать блокаду вблизи Алеппо. 15 мирных жителей погибли. Террористы ИГ обстреляли позиции отрядов Рабочей партии Курдистана в северной части провинции Алеппо. Военнослужащие сирийской армии атаковали опорные пункты боевиков «Джейш Аль-Наср» в Хаме. На востоке города Алеппо идут бои между подразделениями САА и боевиками группировки «Джейш Аль-Фатх». Бомбардировщики ВВС Сирии провели атаку опорных пунктов боевиков из различных группировок в нескольких районах Восточной и Западной Гуты. Около 20 боевиков было убито в ходе авиаудара. Кроме того, уничтожен один из ключевых пунктов управления боевиков недалеко от населённого пункта Хан Аль-Шейх на северо-западе от города Дамаск.
29 октября сирийская армия и отряды ополчения отражают атаки боевиков на академию имени Асада и квартал Аз-Захра, есть угроза их наступления в районе трассы Кастелло.

#### Ноябрь
1 ноября террористы ИГ отбили у отрядов ССА несколько населённых пунктов на севере Алеппо, обе стороны понесли потери. Военнослужащие правительственных войск отразили атаку боевиками оппозиции опорных пунктов САА в Даръе.
4 ноября в Алеппо убиты 50 боевиков «Джайш Аль-Фатх», боевики «Исламского государства» подбили вертолёт ВКС РФ в Хомсе.
6 ноября вооружённые отряды сирийской оппозиции и курдов начали наступление на город Ракка, цитадель «Исламского государства» на севере Сирии.
8 ноября правительственная армия Сирии в ходе ожесточённых боёв установила контроль над кварталом «1070» на юго-западе Алеппо.
9 ноября отряды СДС взяли под контроль ещё один населённый пункт к северу от города Ракка.
11 ноября сирийская армия и отряды ополчения выбили террористов из деревни Миньян на западной окраине Алеппо.
12 ноября сирийские войска начали масштабное наступление на позиции боевиков к западу от Алеппо. Там находится последний оплот исламистов в этой части города. Ранее военные вернули контроль над кварталом Аль-Асад и выбили террористов из прилегающих деревень.
18 ноября вертолёты ВВС САР провели атаку опорных пунктов отрядов террористов в окрестностях населённых пунктов Кабани и Тардина, расположенных в северной части провинции Латакия. Уничтожен оружейный склад боевиков, также разрушены их укрепления.
18 ноября Минобороны России начало оснащать порт в сирийском Тартусе судами, катерами и техническим оборудованием, необходимым для создания здесь полноценной военно-морской базы.
23 ноября сирийские правительственные войска форсировали операцию по освобождению восточной части Алеппо и вошли в кварталы, прежде контролируемые оппозицией.
24 ноября трое военнослужащих армии Турции были убиты в результате авиаудара самолётов ВВС Сирии в провинции Алеппо. Бойцы курдских отрядов СДС провели успешную атаку позиций террористов ИГ в южной части провинции Ракка.
25 ноября бойцы сирийской армии добились значительного прогресса при наступлении на квартал Масакин-Ханано, который является самым крупным и важным оплотом оппозиции на востоке Алеппо. В провинции Ракка погиб американский военнослужащий.
26 ноября сирийские военные при поддержке союзных отрядов ополчения полностью взяли под свой контроль квартал Масакин-Ханано, который является самым крупным и важным оплотом оппозиции на востоке Алеппо.
27 ноября сирийские правительственные войска продвинулись вглубь восточной части города Алеппо, за последние двое суток освободив пять кварталов.
29 ноября САА вернула контроль над северо-восточной частью Алеппо.
30 ноября ВВС Израиля нанесли авиаудары по колонне сирийской армии и позициям САА на окраине Дамаска. Стратегически важный район Шейх-Саид взят войсками после ожесточённых столкновений с боевиками в ходе спецоперации на юге Алеппо.

#### Декабрь
2 декабря вооружённые формирования оппозиции, удерживающие ряд восточных районов Алеппо, совершили ракетный обстрел жилого квартала Эль-Фид. Разорвавшийся снаряд привёл к гибели шести человек, в том числе двух детей и одной женщины. Кроме того, ещё восемь гражданских лиц получили ранения различной степени тяжести.
3 декабря сирийская правительственная армия очистила от боевиков и взяла под свой контроль ещё один район Алеппо. Боевики сбили в небе над восточным Алеппо правительственный самолёт L-39.
5 декабря в результате артиллерийского обстрела боевиками мобильного госпиталя в городе Алеппо погибли две российских медсестры, главный педиатр Министерства обороны РФ получил тяжёлые ранения.
7 декабря в результате обстрела боевиками сирийского Алеппо погиб полковник ВС России Руслан Галицкий.
8 декабря бойцы сирийской армии при поддержке ополченцев продолжают окружать последние оплоты боевиков в южной части Алеппо. Бомбардировка окрестностей Ракки: погибло, по меньшей мере, 15 человек. Уроженец Калмыкии, командир десантно-штурмового батальона майор Санал Санчиров погиб в районе Пальмиры.
10 декабря в результате атаки террориста-смертника ИГ были уничтожены 10 автомобилей ССА и убито 20 повстанцев. В ходе воздушной операции ВВС западной коалиции во главе с США был уничтожен мост через реку Ефрат на западе города Ракка. Террористы ИГ пытаются пробиться внутрь Пальмиры. Бои идут в 10 километрах южнее города.
11 декабря правительственные силы взяли ещё два квартала к югу от исторического центра Алеппо. Более 96 % города контролируется сирийской армией. Террористическая группировка «Исламское государство» установила контроль над городом Пальмира. Из Пальмиры было эвакуировано 80 % населения. Бои идут в 6 километрах западнее города.
12 декабря сирийская армия начала зачистку последних очагов сопротивления боевиков. Более 98 % территории Алеппо находится под контролем правительства Сирии.
16 декабря в Алеппо завершились основные бои, остатки боевиков с их семьями выводятся по гуманитарным коридорам (их предоставила Россия) из Алеппо в провинцию Идлиб, контролируемую боевиками.
В середине декабря турецкие войска в рамках операции «Щит Евфрата» предприняли неудачную попытку выбить боевиков «Исламского государства» из города Эль-Баб и понесли потери в живой силе и технике (не менее 11 танков Leopard, несколько бронемашин), в связи с чем были вынуждены остановить наступление. Достигнув договорённости с Россией об авиационной поддержке, турецкий спецназ и сирийские оппозиционные формирования, а также турецкие танковые подразделения и ВВС начали готовить осаду Эль-Баба, рассчитывая выбить оттуда террористов уже к середине февраля.
19 декабря совершено убийство российского посла в Турции. Убийца российского посла в Турции Андрея Карлова мог пойти на преступление из-за желания отомстить России за военную операцию в Сирии.
20 декабря «Сирийские демократические силы» (СДС) очистили от террористов ИГ 97 деревень и ферм к западу от Ракки (520 км от Дамаска).
22 декабря последняя группа боевиков покинула Алеппо. Город Алеппо перешёл под контроль проправительственных войск.
23 декабря Россия ввела в Алеппо батальон военной полиции. В ходе боёв за сирийский город Аль-Баб турецкая армия и поддерживаемая ею Свободная сирийская армия (ССА) убили 138 боевиков террористической группировки «Исламское государство». Потери турецкой армии составили 14 человек убитыми, 33 военнослужащих получили ранения. СМИ сообщили о массовой гибели гражданских лиц из-за ударов Турции в Сирии. ИГ казнило двух турецких солдат сжёг их заживо.
26 декабря высокопоставленный командир группировки «Исламское государство» Абу Джандал аль-Кувейти убит в ходе авиаудара коалиции неподалёку от дамбы, находящейся на реке Евфрат в 40 километрах от сирийского города Ракка.
27 декабря военнослужащим сирийской армии удалось отразить массированную атаку боевиков на свои позиции на севере Хомса.
29 декабря Владимир Путин сообщил о подписании соглашения о перемирии между правительством Сирии и семью группировками вооружённой оппозиции (перемирие не распространяется на ИГ и «Джабхат Фатх аш-Шам»)
30 декабря с 00:00 (с 01:00 по мск) в силу вступило перемирие между Асадом и оппозицией.
31 декабря Совет Безопасности ООН принял российскую резолюцию в поддержку мирного процесса в Сирии

### 2017 год

#### Январь
1 января военнослужащие сирийской армии отразили атаку террористов ИГ в окрестностях авиабазы «Т-4» вблизи Пальмиры. ВКС РФ продолжают наносить удары по путям поставок нефти ИГ. В сирийском городе Тартусе произошёл теракт. В результате взрыва смертников погибли 2 силовика.
2 января турецкие и российские бомбардировщики нанесли удары по позициям террористической группировки «Исламское государство» на севере Сирии.
3 января беспилотник западной коалиции обстрелял школу «Джауад Анзур», расположенную в черте города Ракка.
5 января турецкие военные сообщили, что в рамках операции в северной части Сирии были убиты 38 боевиков террористической группировки «Исламское государство». ВВС Сирии нанесли ИГ значительный численный урон в ходе бомбардировки их позиций в окрестностях Пальмиры. Также в результате взрыва в городе Джабла в сирийской провинции Латакия погибли 15 человек.
6 января Минобороны России объявило об уходе авианосца «Адмирал Кузнецов» из Сирии в соответствии с решением президента Владимира Путина о сокращении группировки войск в САР. За время пребывания авианосца «Адмирал Кузнецов» в Средиземном море в 2016 году небоевые потери составили два истребителя: МиГ-29КР (14.11.16) и Су-33 (5.12.16).
7−8 января «Сирийские демократические силы» в рамках операции «Гнев Евфрата» атаковали позиции ИГ в районе Тель-Санамен к северу от Ракки. В результате почти суток боевых действий террористы потеряли 2 танка, 2 заминированных транспортных средства и десятки человек убитыми.
7 января как минимум 60 человек погибли в результате теракта в районе Аазаз сирийской провинции Алеппо, ещё около 50 получили ранения.
8 января пять человек погибли и не менее 15 получили ранения в результате взрыва заминированного автомобиля на западе сирийской провинции Дамаск.
11 января в результате авиаударов в северной сирийской провинции Идлиб погибли, по меньшей мере, 10 боевиков «Аль-Каиды».
12 января теракт в сирийской столице Дамаске унёс жизни десяти человек, ещё более десятка жителей получили тяжёлые ранения. На западе от города Ракка в населённом пункте Джоб Аль-Шаир произошёл мощнейший взрыв. В результате взрыва погибли семь бойцов курдских отрядов народной самообороны.
15 января один из полевых командиров террористической группировки «Исламское государство», выходец из Малайзии Зайнури Камарудин был уничтожен в сирийском городе Ракка при авиаударе.
16 января в провинции Ракка в результате кровопролитных боёв боевики ИГ убили 37 сирийских военных. Отряды курдов из коалиционных сил «Гнев Евфрата» полностью зачистили от боевиков ИГ «котёл» в районе Ракки.
17 января подразделения сирийской правительственной армии развернули наступление на Пальмиру, находящуюся под контролем боевиков «Исламского государства». В Харасте, пригороде Дамаска, прогремел мощный взрыв. Боевики заложили бомбу в подземные коммуникации недалеко от здания, которое принадлежит разведке. Жертвами теракта стали восемь военнослужащих. Среди погибших есть бригадный генерал.
18 января в Сирии началась первая совместная операция ВВС России и Турции против группировки «Исламское государство» в окрестностях города Эль-Баб. Координаты целей для нанесения ударов, выбранные на основе космической и агентурной разведки, были заранее согласованы по линии генштабов обеих стран и командования авиационных группировок. Фронтовые бомбардировщики Су-24М и Су-34, а также штурмовики Су-25СМ в связке с экипажами F-16 и F-4 ВВС Турции нанесли бомбовые удары по боевикам в Эль-Бабе 18, 21 и 26 января.
Также российские ВКС помогают сирийским войскам отбить массированную атаку боевиков на город Дейр-эз-Зор.
18 января начальник Главного оперативного управления Генштаба ВС РФ генерал Сергей Рудской обвинил коалицию во главе с США, пытающуюся отбить у ИГ иракский город Мосул, в том, что они выдавливают террористов в восточную часть Сирии, что позволяет боевикам «Исламского государства» практически беспрепятственно перебрасывать оружие, взрывчатку и живую силу в направлении сирийских Пальмиры, Дейр-эз-Зора и Эль-Баба. В связи с этим российская авиация вынуждена прикрывать сирийские правительственные войска в боях на разных направлениях.
19 января не менее 12 человек убиты боевиками «Исламского государства» в историко-археологическом комплексе Пальмира.
20 января боевики ИГ взорвали часть римского амфитеатра в Пальмире.
20 января Россия и Сирия подписали соглашение о размещении Военно-морского флота России в районе порта Тартус сроком на 49 лет. Максимальное количество военных кораблей России, которым разрешено одновременно находиться в порту, — 11 единиц, включая корабли с ядерной энергетической установкой. Создание военно-морской базы в сирийском Тартусе было начато ещё осенью 2016 года, когда Минобороны России начало оснащать порт судами, катерами и прочим необходимым техническим оборудованием.
23 января СДС отбили у «Исламского государства» крупный район на окраинах сирийского города Табка.
23-24 января по инициативе России, Турции и Ирана в Астане (Казахстан) начались межсирийские мирные переговоры, участниками которых впервые за время конфликта стали представители сирийского правительства и вооружённой оппозиции.
26 января сирийская армия отбила у боевиков ИГ район Аль Фавара. В провинции Ракка боевики ИГ казнили двух человек.
28 января образован «Хайят Тахрир аш-Шам» в результате слияния «Джабхат Фатх аш-Шам» (ранее «Джабхат ан-Нусра»), «Джабхат Ансар ад-Дин», «Джейш аль-Сунна», «Лива аль-Хакк» и «Нур ад-Дин аз-Зенки».

#### Февраль
2 февраля боевики «Исламского государства» атаковали расположенный в нескольких десятках километров от Дамаска военный аэродром «Ас-Син». В ходе ожесточённых боёв погибли 14 военнослужащих правительственной армии Сирии, а террористам удалось занять несколько позиций, выбив с них правительственные войска.
4 февраля сирийская оппозиция развернула наступление на Ракку.
6 февраля сирийская армия накануне освободила от боевиков ИГ обширные территории в провинциях Алеппо, Хомс и Дейр эз-Зор. ВВС международной коалиции провели серию бомбардировок в Идлибе.
6 февраля между российскими и турецкими вооружёнными силами произошёл второй с начала войны в Сирии серьёзный инцидент, повлёкший человеческие жертвы. В районе города Эль-Баб самолёт российских ВКС во время авиаударов по объектам «Исламского государства» по ошибке нанёс удар по турецким военнослужащим. Трое турецких военнослужащих погибли, ещё одиннадцать получили ранения. Вскоре после инцидента президент Владимир Путин выразил по телефону соболезнования президенту Турции Реджепу Тайипу Эрдогану. В ходе экстренных переговоров начальника Генштаба ВС РФ Валерия Герасимова и его турецкого коллеги Хулуси Акара стороны договорились о более тесной координации совместных действий, а также об обмене информацией об обстановке на земле.
11 февраля сирийские военные при поддержке российской авиации освободили населённый пункт Тадеф, который является наиболее укреплённым форпостом «Исламского государства» на подступах к городу и вышли на согласованную с турецкой стороной линию разграничения с «Сирийской свободной армией».
15 февраля в районе Пальмиры правительственные войска продолжают наступление, их передовые части находятся менее чем в 20 километрах от города.
16 февраля начальник Генштаба ВС Турции генерал Хулуси Акар заявил о взятии города Эль-Баб в рамках операции «Щит Евфрата».
17 февраля сирийские войска ведут бои с ИГ в 17 км от Пальмиры. Россия нанесла авиаудар по позициям ИГ в Ракке.
20 февраля четыре российских военных советника погибли в результате подрыва автомобиля на радиоуправляемом фугасе в Сирии.
22 февраля сирийские войска заняли стратегические позиции ИГ на востоке Хомса и приблизились к Пальмире. Отряды СДС наступают в провинции Дейр эз-Зор в рамках кампании «Гнев Евфрата». САА продолжает атаковать боевиков в направлении важнейшего оплота ИГ на востоке Алеппо.
23 февраля вооружённые силы Турции и отряды сирийской оппозиции сообщили о полном освобождении города Эль-Баб от боевиков ИГ.
24 февраля отряды ИГ провели удачное контрнаступление в районе Пальмиры и отбросили сирийские войска на 15 километров.
В результате теракта в районе селения Сусьян вблизи города Эль-Баб на севере Сирии погибли 35 человек (другие источники сообщают о 68 убитых). Большинство погибших — бойцы Свободной сирийской армии. По данным местных источников, у полевого штаба ССА был взорван заминированный автомобиль.
Премьер-министр Ирака Хайдер аль-Абади заявил 24 февраля, что отдал приказ о нанесении авиаударов по позициям «Исламского государства» на территории Сирии в отместку за проведённые ими теракты в Багдаде.
25 февраля несколько смертников подорвали себя вблизи военных учреждений в сирийском городе Хомс, есть погибшие и раненые
Количество жертв достигло 35 человек, десятки ранены. Всего возле здания отделения госбезопасности и отделения службы военной разведки, взорвались более шести смертников.
Как сообщил источник в службе безопасности, среди жертв начальник отделения военной безопасности по провинции Хомс генерал Хасан Даабуль.
27 февраля правительственная армия Сирии при поддержке союзников-ополченцев сумела выбить боевиков «Исламское государство» со стратегически важной высоты к юго-востоку от Пальмиры. Это часть планомерной подготовки САА к штурму древнего города.
В Сирии под контроль правительственных войск за сутки перешло более 200 квадратных километров территории. Число населённых пунктов, освобождённых от боевиков с начала года, увеличилось до 72.
28 февраля сирийская армия вместе с отрядами бойцов ливанской шиитской группировки «Хезболла» подошли практически вплотную к юго-западным воротам Пальмиры, контролируемой боевиками террористической группировки «Исламское государство».
Россия и Китай во вторник заблокировали в Совете безопасности ООН принятие проекта резолюции, которая предусматривала введение санкций в отношении представителей Сирии, которые могли быть причастны к применению химического оружия в стране. Документ поддержали девять членов совета. Против выступили Россия, Китай (постоянные члены) и Боливия. Ещё три государства воздержались при голосовании — Казахстан, Египет, Эфиопия.

#### Март
1 марта западнее населённого пункта Тадмур возле так называемого Треугольника Пальмиры бронированный «джихад-мобиль» террористов ИГ атаковал позиции 3-й бригады спецназа САА. Сирийская армия выбила боевиков ИГ из цитадели Пальмиры.
2 марта в результате боёв город Пальмира был освобождён от боевиков ИГ (при поддержке ВКС России) сирийской правительственной армией. Из значимых населённых пунктов под контролем ИГ остаётся город Дэйр-эз-Зор и полуосажденный СДС город Ракка.
4 марта правительственные войска заняли ещё три деревни на востоке Алеппо, между САА и боевиками «Исламского государства» продолжаются столкновения у авиабазы к востоку от Пальмиры.
6 марта в министерстве обороны России заявили, что 2 марта при контратаке боевиков ИГ погиб рядовой-контрактник Артём Горбунов. Вооружённые отряды сирийской оппозиции взяли Ракку в осаду.
7 марта ВВС Сирии атаковали позиции ИГ в городе Дейр-эз-Зор.
7 марта, по данным СМИ, ситуация вокруг Ракки обсуждалась в турецкой Анталье в ходе переговоров начальника Генштаба ВС России Валерия Герасимова с его турецким коллегой Хулуси Акаром и главой Объединённого комитета начальников штабов ВС США Джозефом Данфордом.
8 марта в Дейр-эз-Зоре в результате обстрела боевиками «Исламского государства» 25 человек получили ранения различной степени тяжести. При обстреле квартала на севере Дамаска погиб один человек. «Сирийские демократические силы» (СДС) выбили отряды «Исламского государства» из селения Кабр (провинция Дейр-эз-Зор), в котором располагается атомная электростанция, и вышли к Евфрату, перерезав пути снабжения между группировками боевиков в Дейр эз-Зоре и Ракке. Сирийская армия провела ряд успешных операций против «Джебхат Фатх аш-Шам» в городе Даръа и его окрестностях.
9 марта САА за сутки освободила от боевиков ещё 21 населённый пункт. Такие данные приводит российский Центр по примирению сторон. Жертвами авиаударов около сирийского города Ракка стали 14 мирных жителей, в том числе шестеро детей.
10 марта президент Турции Реджеп Тайип Эрдоган посетил Москву с визитом, который имел целью подвести черту под беспрецедентным кризисом в двусторонних отношениях и возобновить работу Совета сотрудничества высшего уровня, прерванную после инцидента со сбитым российским Су-24 в ноябре 2015 года. Одним из ключевых вопросов переговоров стала военная обстановка в Сирии и, в частности, вокруг города Манбидж, который в августе 2016 года курдские отряды из коалиции «Сирийские демократические силы» отбили у ИГ. После того как 2 марта турецкие войска взяли город Эль-Баб и упёрлись в контролируемую курдами территорию, глава МИД Турции Мевлют Чавушоглу заявил, что следующая цель турецкого наступления — город Манбидж. Однако в результате российского посредничества командование курдских формирований передало контроль над одним из участков фронта к западу от города сирийским правительственным войскам. Таким образом, планируемое наступление на Манбидж стало невозможным, поскольку означало бы прямой вооружённый конфликт с Сирией, пользующейся поддержкой России.
11 марта в результате двух взрывов в Дамаске погибли 74 человека.
15 марта Теракт в Дамаске: террорист взорвал себя у здания суда, 35 погибших.
17 марта в результате удара с воздуха по мечети погибли по меньшей мере 46 сирийцев.
18 марта вывод вооружённых формирований начался из пригорода Эль-Ваер на севере города Хомс (165 км от Дамаска). Об этом сообщил агентству SANA губернатор одноимённой провинции Таляль аль-Баррази. «На первом этапе выполнения соглашения о локальном примирении это предместье покинут свыше 1,5 тыс. боевиков с семьями», — сказал он. По информации сирийских СМИ, Аль-Ваар покинули 300 боевиков и больше тысячи гражданских лиц. Процесс полного вывода вооружённой оппозиции из района Хомса займёт следующие шесть недель. Каждую неделю будет выводиться строго определённое число боевиков. После вывода последней вооружённой группы один из крупнейших городов Сирии Хомс полностью перейдёт под контроль правительственных сил.
22 марта по меньшей мере 33 человека погибли в провинции Ракка в результате авиаудара по школе.
28 марта Коалиция уничтожила четыре моста в Ракке.
29 марта Турция завершила операцию «Щит Евфрата».

#### Апрель
4 апреля Нацкоалиция оппозиционных и революционных сил заявила о 80 жертвах атаки с применением химоружия в городе Хан-Шейхун и 200 раненых. Боевики оппозиции обвинили в этом сирийскую армию. Сирийское правительство решительно опровергло эти обвинения. Президент США Дональд Трамп возложил ответственность за химическую атаку в Идлибе на сирийские власти.
6 апреля в пустыне около города Дейр-эз-Зор террористы ИГ убили 33 человека.
7 апреля по приказу президента США Дональда Трампа американские военные корабли нанесли массированный ракетный удар по сирийской авиабазе Шайрат (провинция Хомс, 40 км от города Хомса) из акватории Средиземного моря. Было выпущено 59 крылатых ракет «Томагавк». В России этот удар назвали агрессией против суверенного государства. Россия приостановила действие заключённого с США Меморандума о предотвращении инцидентов и обеспечении безопасности полётов авиации в ходе операций в Сирии.
8 апреля при авиаударе коалиции США в Ракке погибли 15 мирных жителей.
9 апреля курдские формирования освободили селение Ибад от окружённого оплота ИГ. После взрыва заложенной бомбы на берегу реки Ефрат погибли два мирных жителя. Инцидент произошёл на юго-западе провинции Ракка. Также двое российских военных погибли в Сирии.
12 апреля войска СДС перекрыли дорогу Ракка-Дамаск. В Ракке боевики ИГ публично казнили четверых курдских бойцов.
13 апреля в результате ошибочного воздушного удара коалиции, возглавляемой США, в окрестностях сирийского города Табка погибли 18 членов курдской и арабской милиции, которые воюют против исламистов вместе с коалицией. Также боевики «Исламского государства» атаковали американские войска и курдов из «Сирийских демократических сил» в сирийском городе Аль-Кадисия. В результате самоподрыва террориста-смертника погибли 20 человек, среди которых были, как американские военные, так и курды.
14 апреля СДС начали операцию по освобождению Ракки.
15 апреля взрыв прогремел в Алеппо рядом с автобусами с эвакуированными жителями. В результате теракта погибло 112 мирных граждан.
16 апреля во время боёв под городом Ракка курды убили 35 боевиков ИГ. Также боевики «Исламского государства» нанесли ракетный удар по позициям правительственных войск в провинции Дейр эз-Зор. Сирийская арабская армия получила подкрепления в провинциях Даръа и Хама для усиления линии фронта.
17 апреля мощный взрыв прогремел в лагере для переселенцев в провинции Ракка. По данным телеканала «Аль-Арабия», сработала бомба, заложенная в автомобиле. Погибли 13 человек. Также «Сирийские демократические силы» освободили деревню Кабш Арби к северо-западу от Ракки.
18 апреля курды убили 10 боевиков ИГ в провинции Ракка, освободили от ИГ новые кварталы города Табка.
19 апреля САА отбила у ИГ несколько высот к северо-востоку от Пальмиры.
20 апреля СДС освободили от ИГ четыре деревни в провинции Ракка.
21 апреля СДС освободили от ИГ город Тишрин и несколько деревень в провинции Ракка.
22-23 апреля Сирийская армия разгромила крупнейший оплот боевиков на севере провинции Хама. Освобождены город Хальфайя и ещё восемь населённых пунктов в его окрестностях. Сапёры приступили к разминированию. В ходе операции убиты сотни боевиков, в том числе, лидер одной из экстремистских группировки.
24 апреля СДС вошли в город Эс-Саура.
25 апреля международная коалиция нанесла авиаудар по группе мирных жителей, пытавшихся выбраться из северной части провинции Ракка. Погибли 17 человек. Также правительственные войска Сирии отбили массированное нападение террористов ИГ на авиабазу в Дейр-эз-Зоре.
25 апреля ВВС Турции нанесли удары по базам Рабочей партии Курдистана на севере Ирака в горах Синджар и на северо-востоке Сирии в горах Карачок. США выразили обеспокоенность по поводу этих ударов, которые не были согласованы с американцами. Между тем президент Турции Реджеп Тайип Эрдоган в интервью Reuters заявил, что Турция не позволит превратить северные районы Ирака в базу для РПК, и пообещал продолжить военные операции в северной Сирии до «полного искоренения терроризма».
ЧВК «Вагнер» вытесняет ИГ с месторождения Аш-Шаер.

#### Май
1 мая отряды «Сирийских демократических сил» освободили от террористов ИГ центральную часть города Эс-Сауры в провинции Ракка.
2 мая курды почти отбили у ИГ город Ат-Табка, открывающий путь на Ракку. Сирийские войска активизировали действия против боевиков в Дамаске, воспользовавшись конфликтом между исламистами. САА пыталась нарушить снабжение отрядов ССА и ХТШ, базирующихся под городом Даръа.
3 мая подконтрольные США и Иордании вооружённые группировки активизировались на юго-востоке Дейр эз-Зора. Одна из группировок сирийской оппозиции захватила несколько населённых пунктов на юго-востоке провинции, а также ряд стратегических высот и объектов, включая насосную станцию Т3.
4 мая в Астане представители России, Турции и Ирана подписали меморандум о создании четырёх зон деэскалации в Сирии. Первая зона охватывает провинцию Идлиб, северо-восточные районы провинции Латакия, западные районы провинции Алеппо и северные районы провинции Хама. Вторая зона охватывает север провинции Хомс, третья — район Восточной Гуты, а четвёртая — район на юге Сирии в приграничных с Иорданией районах провинций Дейра и Кунейтра. В этих зонах авиация ВКС России прекратила свои полёты с 00:00 1 мая. В этот же день арабо-курдская коалиция взяла под контроль сирийскую Табку. Также САА отбила атаку боевиков у аэродрома Дейр-эз-Зора.
7 мая армия правительства Сирии отбила у боевиков почти 50 строений в Кабуне в Дамаске, около 20 бойцов СДС были убиты в результате взрыва конвоя в Ракке. Военно-воздушные силы Сирии нанесли авиаудары по позициям боевиков «Исламского государства» в восточной части провинции Дейр эз-Зор.
9 мая пресс-секретарь Пентагона Дана Уайт сообщила, что президент США Дональд Трамп санкционировал поставки вооружения сирийским курдам, входящим в коалицию «Сирийские демократические силы» (СДС), которая участвует в операции по освобождению Ракки от боевиков «Исламского государства». Это решение было принято несмотря на отрицательное отношение Турции, которая обвиняет сирийских курдов в связях с Рабочей партией Курдистана (РПК), ведущей борьбу с турецкими властями на юго-востоке страны.
ИГ опубликовало видео казни «российского полковника». Минобороны гибель россиянина отрицает.
10 мая отряды «Сирийских демократических сил» (СДС), поддержку которым оказывает международная коалиция, смогли освободить город Табка, который удерживали боевики «Исламского государства». Под контроль СДС также перешла Евфратская ГЭС. Согласно предварительной информации, террористы покинули территорию дамбы.
11 мая правительственные войска Сирии взорвали 23-метровый туннель и уничтожили крупный отряд террористов в Дейр эз-Зоре. Курды заявили об освобождении города Эс-Саура от ИГ.
15 мая ИГ казнило 13 боевиков-дезертиров на севере Ракки; устроило теракт в северной части города Ракка; активировало взрывное устройство в Хасаке; направило террориста-смертника в город Барика для уничтожения командира ССА. Силы специального назначения США вместе с боевиками Сирийской свободной армии начали крупное наступление на подразделения террористической организации «Исламское государство» в районе посёлка Хумейма в 90 км от Пальмиры.
16 мая курды освободили от боевиков ИГ деревню аль-Рашид. Также по меньшей мере 31 мирный житель погиб в результате ударов ВВС международной коалиции во главе с США в сирийской провинции Дейр-эз-Зор. Также в результате взрыва двух автомобилей погибли по меньшей мере шесть человек, ещё несколько были ранены вблизи сирийского лагеря для беженцев Рукбан, который находится неподалёку от границы с Иорданией.
18 мая ВВС международной коалиции нанесли удар по колонне сирийских проправительственных сил к северу от КПП «Эт-Танф» на юге провинции Хомс.
22 мая международная коалиция в Сирии нанесла авиаудар по селению Кадейран к западу от города Ракка. В результате воздушной атаки погибли 15 мирных граждан. Хомс полностью освобождён от террористов.
23 мая взрыв заминированного автомобиля в районе Аль-Захра в городе Хомс унёс жизни трёх человек.
28 мая группировка «Ансар аш-Шария» объявила о самороспуске. Также 20 мирных жителей погибли в Сирии в районе города Ракка при авиаударе международной коалиции во главе с США.

#### Июнь
Основными событиями месяца стали бои «Сирийских демократических сил» при поддержке ВВС международной коалиции с Исламским государством за Ракку и бои сирийских правительственных сил против ИГ в городе Дейр-эз-Зор и его окрестностях. ВКС РФ и сирийские ВВС активно поддерживали наступление сирийских правительственных сил.
1 июня около 80 боевиков ИГ и несколько десятков единиц военной техники, направлявшихся к Пальмире, были уничтожены ВКС РФ в районе Ракки.
5 июня началась операция по освобождению Ракки от боевиков ИГ.
6 июня «Сирийские демократические силы» вошли в Ракку.
13 июня отряды боевиков ИГ захватили несколько опорных пунктов сирийской армии к северо-западу от Пальмиры. Тем временем Силы национальной обороны и бойцы «Хезболлы», выступающие на стороне сирийской армии, установили контроль над крупным газовым месторождением Арак и близлежащим одноимённым населённым пунктом.
Проправительственные отряды ополченцев-шиитов при поддержке бойцов спецназа «Силы Тигра» заняли обширные территории в западной части провинции Ракка к юго-западу от города Ат-Табка, в том числе древний город Расафа и нефтяное месторождение в его окрестностях. Эти территории на протяжении последних трёх лет находились под контролем террористов.
18 июня международная коалиция во главе с США сбила самолёт ВВС Сирии.
26 июня в боях с ИГ на востоке провинции Алеппо погиб бригадный генерал САА Махмуд Назих аль-Аджан.

#### Июль
19 июля город Серакиб был захвачен боевиками «Хайят Тахрир аш-Шам».
27 июля «Сирийские демократические силы» при поддержке ВВС международной коалиции на 50 % освободили Ракку.

#### Август
Продолжались бои за Ракку «Сирийских демократических сил» при поддержке ВВС возглавляемой США международной коалиции. Авиаудары по жилым кварталам города привели к многочисленным жертвам среди местного населения. Международная коалиция также наносила удары по городу Дейр эз-Зор и другим населённым пунктам провинции. ВКС РФ оказывали воздушную поддержку правительственным силам, начавшим наступление на Дейр-эз-Зор.
13 августа был полностью освобождён от боевиков «Исламского государства» город Эс-Сухна на востоке провинции Хомс. Для правительственных сил открылась возможность наступления на город Дейр эз-Зор, находившийся в блокаде ИГ с 2014 года.
19 августа «Сирийские демократические силы» захватили половину района Аль-Рашид на юго-западе города Ракка, заняли несколько стратегических позиций в квартале Ад-Дирайя.
Объединённые силы Сирийской арабской армии (САА) и «Хезболлы» ведут наступление против отрядов ИГ на западных склонах горного массива Каламун.
Ожесточённые бои продолжаются между подразделениями Сирийской арабской армии (САА) и террористами «Исламского государства» в районе кладбища Дейр эз-Зора. Осаждённым в городе подразделениям правительственных войск становится всё труднее отражать постоянные нападения боевиков ИГ, под чьим контролем остаётся практически вся территория провинции. На территорию провинции продолжают прибывать отряды ИГ, отступающие из различных регионов Сирии.
27 августа сирийские армейские подразделения при поддержке ВКС России провели успешную операцию против ИГ в долине реки Евфрат в районе города Ганем-Али. Как утверждают в Минобороны РФ, было уничтожено более 800 боевиков, 13 танков, 39 пикапов с установленными на них крупнокалиберными пулемётами, 9 миномётов.
28 августа сирийские правительственные войска при поддержке отрядов ополченцев и российских ВКС начали наступление на боевиков ИГ в районе Дейр-эз-Зора.

#### Сентябрь
Продолжались бои за Ракку «Сирийских демократических сил» при поддержке ВВС возглавляемой США международной коалиции. Авиаудары по жилым кварталам города приводили к многочисленным жертвам среди местного населения. При поддержке ВКС РФ сирийские правительственные силы прорвали блокаду Дейр-эз-Зора, зачистили город, очистили от ИГ территорию на северо-западном берегу реки Евфрат и форсировали реку. Форсирование реки обеспечили российские понтонные подразделения, переброшенные в Сирию самолётами военно-транспортной авиации.
2 сентября самолёты ВКС уничтожили в районе Дейр-эз-Зора около 30 единиц техники ИГ, а также склады с боеприпасами. Сирийская армия и отряды добровольцев при активной поддержке ВКС России освободили стратегически важный город Акерабат на востоке провинции Хама.
4 сентября в результате миномётного обстрела погибли два российских военнослужащих.
5 сентября сирийская армия прорвала блокаду города Дейр эз-Зор.
7 сентября Сирийская арабская армия (САА) при поддержке проправительственных ополченческих отрядов и российской авиации продвинулась в районе Дейр-эз-Зора, взяла под контроль стратегические позиции у военной базы 137-й дивизии, тем самым достигнув населённого пункта Айяш впервые с 2015 года. Сирийские войска заняли не менее 10 кв км территории к северу и югу от линии снабжения. САА и её союзники пытаются прорвать кольцо блокады «Исламского государства» вокруг военной авиабазы Дейр эз-Зора. Авиабаза была отрезана от города с января 2017 года, после того как боевикам ИГ удалось разделить анклав САА на две части.
Сирийской арабской армии (САА) и ополченцам-шиитам удалось занять населённые пункты Какаб Суид и Абу Дали, расположенные к западу от стратегического города Акербат на востоке провинции Хама.
8 сентября российские ВКС в окрестностях Дейр эз-Зора уничтожили около сорока террористов «Исламского государства» и четырёх полевых командиров. Среди них были и так называемые эмир города и министр войны Гулмурод Халимов. Сирийская армия, перейдя в наступление на востоке города Дейр-эз-Зор, заняла стратегическую высоту Алуш, господствующую над городским кладбищем. Боевики ИГ удерживают кладбище, которое находится между деблокированной частью анклава и окружённой авиабазой.
9 сентября сирийские правительственные войска прорвали блокаду авиабазы.
10 сентября сирийским войскам при поддержке ВКС РФ удалось зачистить важнейшее стратегическое шоссе на Дейр-эз-Зор от боевиков «Исламского государства».
12 сентября сирийские войска завершают разгром группировки ИГ, которая блокировала северные и южные кварталы Дейр-эз-Зора. В ходе операции были убиты более 450 боевиков, уничтожены 5 танков и 42 пикапа с установленным крупнокалиберными пулемётами.
14 сентября сирийская армия при поддержке ВКС РФ выбила отряды боевиков из района аль-Багилия, расположенного на севере Дейр-эз-Зора.
15 сентября на переговорах по Сирии в Астане с участием представителей сирийского правительства и умеренной вооружённой оппозиции были окончательно согласованы параметры четвёртой зоны деэскалации (в провинции Идлиб). Договорённость о создании первых трёх зон деэскалации — зон, в которых боевые действия будут прекращены (режим прекращения огня не распространяется на ИГ и другие террористические организации) — была достигнута в мае 2017 года.
17 сентября сирийские правительственные войска и союзные силы отбили у боевиков «Исламского государства» два района на юго-востоке Дейр-эз-Зора.
19 сентября боевики сбили сирийский вертолёт в провинции Дейр-эз-Зор.
20 сентября САА при поддержке ВКС РФ зачистила от ИГ пять населённых пунктов в Дейр-эз-Зоре.
22 сентября подлодка ВМФ РФ нанесла удар крылатыми ракетами «Калибр» по объектам боевиков. Слаженные действия российской авиации позволили сирийским правительственным силам освободить весь северо-западный берег реки Евфрат.
23 сентября генерал-лейтенант Валерий Асапов, возглавлявший группу российских военных советников, помогавшую сирийским войскам в проведении операции против боевиков «Исламского государства», погиб в результате миномётного обстрела. Генерал Асапов находился при штабе 5-го добровольческого штурмового корпуса — основного ударного соединения в провинции Дейр-эр-Зор, которое обеспечило подход к административному центру провинции, а позднее форсировало Евфрат с выходом на восточный берег реки, где расположена значительная часть газовых и нефтяных месторождений.
23 сентября в пригороде Дейр-эз-Зора российскими военными инженерами был возведён автомобильный разборный мост длиной 212 м, грузоподъёмностью 60 т. Это был единственный мост через Евфрат — другие подобные сооружения были разрушены в результате боевых действий. Построенный мост будет разрушен 7 января 2018 года (см. ниже).
24 сентября правительственные силы освободили город Маадан в провинции Дейр-эз-Зор.
30 сентября правительственные войска Сирии и союзные силы отбили мощную атаку боевиков «Исламского государства» на трассу Пальмира — Дейр-эз-Зор.

#### Октябрь
2 октября в Дамаске прогремел взрыв, не менее 15 человек погибли.
3 октября правительственные войска теснят позиции «Исламского государства» при наступлении на ключевой город Меядин. В результате авиаудара коалиции во главе с США в сирийском городе Ракка погибли по меньшей мере 18 мирных жителей. ИГ показало видео с двумя «пленными российскими солдатами».
4 октября курдские силы в провинции Дейр эз-Зор захватили шесть населённых пунктов.
5 октября российские подлодки ударили по силам ИГ в Меядине. Там боевики удерживали россиян Григория Цуркану и Романа Заболотнего, захваченных 3 октября.
6 октября сирийская армия вошла в контролируемый ИГ город Меядин. Террористы ИГ казнили двоих россиян, захваченных в Сирии.
8 октября сирийская армия окружила боевиков ИГ в городе Меядин. Коалиция США объявила о начале финального штурма Ракки.
9 октября шесть человек были убиты в результате авиаудара, нанесённого силами коалиции в Ракке.
10 октября в Сирии разбился при взлёте российский Су-24, экипаж погиб. ВКС РФ уничтожили командный пункт ИГ в провинции Дейр-эз-Зор. В результате удара российских ВКС по боевикам ИГ в районе города Меядин уничтожено более 70 боевиков.
12 октября по меньшей мере девять человек стали жертвами взрывов в Дамаске.
13 октября в результате теракта в Сирии погибли не менее 60 человек. Передовые отряды сирийской армии выбили боевиков ИГ из поселения Хатла — северо-восточного пригорода Дейр-эз-Зора.
14 октября сирийская армия взяла под контроль город Меядин.
15 октября «Сирийские демократические силы» начали решающий штурм Ракки. Сирийская военная авиация нанесла удары по позициям террористов группировки ИГ в городе Мухасан, а также в селениях Букрос Фокани, Букрос Тахтани и Аль-Булель в провинции Дейр-эз-Зор.
16 октября правительственные войска Сирии выбили боевиков ИГ из поселения Аль-Хусейния к северу от Дейр-эз-Зора.
16 октября истребители ВВС Израиля уничтожили батарею ЗРК С-200 ПВО ВС Сирии в 50 км от Дамаска. По утверждению сирийских военных, израильская авиация около 08:51 по местному времени нарушила воздушное пространство страны в районе Баальбека на границе с Ливаном. Зафиксировав это, сирийские расчёты открыли огонь. А уже в 11:38 истребитель F-16, по версии Минобороны Сирии, «выпустил несколько ракет с оккупированных территорий». В Минобороны Израиля уточнили, что авианалёт стал ответом на обстрел израильских истребителей, выполнявших задачи по разведке расположения подразделений шиитской группировки «Хезболла» на территории Ливана.
17 октября Ракка была полностью освобождена от террористов ИГ.
18 октября в районе Ховейджат-эс-Сакр (Дейр эз-Зор) погиб сирийский генерал Иссам Захреддин.
19 октября правительственные войска Сирии установили контроль над нефтеперерабатывающим заводом Коноко в провинции Дейр эз-Зор.
20 октября боевики «Исламского государства» укрепляют оборонительные рубежи последнего ключевого города в провинции Дейр эз-Зор, Абу-Кемале. Абу-Кемаль остался последним подконтрольным «Халифату» крупным городом в провинции.
21 октября сирийские войска освободили город Эль-Карьятейн. Эль-Карьятейн был освобождён от террористов весной 2016 года, в сентябре 2017 года несколько сотен боевиков проникли в город из пограничного с Иорданией района Эр-Ракбан.
22 октября курды взяли под контроль крупнейшее нефтяное месторождение Сирии.
23 октября САА ведёт бои с ИГ за нефтяную станцию Т-2 в Дейр-эз-Зоре.
24 октября в результате авиаудара в Дейр-эз-Зоре погибли 14 человек. Сирийская армия пробивается к Абу-Кемалю.
25 октября ВКС РФ блокировали для ИГ трассу на Абу-Кемаль. САА зачистила от ИГ промышленный район Дейр эз-Зора.
26 октября САА вернула контроль над станцией Т2 на юге провинции Дейр-эз-Зор и зачистила от ИГ город Ат-Табия.
27 октября САА захватила цитадель ИГ в Дейр-эз-Зоре — остров Сакр.
30 октября САА приступила к штурму центральных районов Дейр эз-Зора.
31 октября САА освободила от боевиков ИГ кварталы Аль-Хамидия и Аль-Орфи.

#### Ноябрь
1 ноября шесть дальних бомбардировщиков Ту-22М3 нанесли удар по объектам террористов в районе города Абу-Кемаль в провинции Дейр-эз-Зор.
3 ноября сирийская армия объявила о полном освобождении Дейр-эз-Зора от террористов ИГ.
4 ноября Минобороны РФ сообщило о групповом авиационном ударе по позициям ИГ.
5 ноября в результате теракта в лагере для беженцев в сирийском Дейр-эз-Зоре погибли не менее 75 человек.
7 ноября сирийская армия начала операцию по освобождению города Абу-Кемаль.
8 ноября сирийские и иракские войска штурмуют Абу-Кемаль.
9 ноября правительственные войска Сирии взяли под свой контроль последний оплот террористической организации ИГ Абу-Кемаль в провинции Дейр эз-Зор.
11 ноября после саммита АТЭС было сделано совместное заявление президентов России и США Владимира Путина и Дональда Трампа, в котором оба лидера высказались за политическое урегулирование в Сирии. В заявлении было подтверждено значение зон деэскалации и была отмечена важность вывода «иностранных сил» (то есть поддерживаемых Ираном иностранных добровольцев) из примыкающей к Израилю юго-западной зоны Сирии. Президенты также поддержали работу военных каналов связи в Сирии для предотвращения опасных инцидентов в ходе борьбы с ИГ.
12 ноября ИГ вернуло контроль над городом Абу-Кемаль. Самолёты международной коалиции во главе с США нанесли авиаудары по сирийской деревне Дуэйжи на границе с Ираком в провинции Дейр-эз-Зор, десять мирных граждан погибли.
13 ноября ВКС РФ сорвали контрнаступление ИГ на Абу-Кемаль, САА и союзные силы продолжают зачистку Абу-Кемаля.
13 ноября в Сочи прошли переговоры президентов России и Турции Владимира Путина и Реджепа Тайипа Эрдогана. Перед началом переговоров министр иностранных дел Турции Мевлют Чавушоглу заявил, что Турция поддерживает предложение России созвать в Сочи конгресс сирийских партий и организаций с участием правительства Башара Асада, но будет выступать против участия представителей отрядов самообороны партии «Демократической союз» сирийских курдов, которых Турция считает террористами. «Демократический союз», составляющий основу поддерживаемых США «Сирийских демократических сил», рассматривается в Турции как продолжение запрещённой Рабочей партии Курдистана (РПК). Одна из нерешённых проблем касается курдского анклава Африн, который окружён почти со всех сторон территорией Турции и отрядами протурецкой сирийской оппозиции. Турция периодически высказывает намерение оккупировать Африн. Африн соприкасается с территорией, контролируемой сирийским правительством, и в анклаве размещён наблюдательный пост российской военной полиции. Ещё одна проблема касается ситуации в зоне деэскалации Идлиб, подконтрольной оппозиции, среди которой видное место занимает группировка ХТШ (создана на базе «Джебхат ан-Нусры»). По согласованию с Россией в Идлиб введены турецкие войска, причём север и северо-запад анклава определены как зона ответственности Турции, а юго-восток — России.
13 ноября министр обороны США Джим Мэттис заявил, что США оставит свой военный контингент на территории Сирии и будут бороться с террористами «Исламского государства» до тех пор, пока «они (террористы) хотят сражаться». По словам Мэттиса, американские военные не намерены уходить из Сирии до того, как «не начнёт работать» Женевский процесс — переговоры по урегулированию ситуации в Сирии, которые проводятся под эгидой ООН.
14 ноября Минобороны РФ опубликовало сообщение о том, что командование ВС США отказалось наносить авиаудары по боевикам «Исламского государства», отступающим из-под города Абу-Кемаль, и даже пытались помешать действиям ВКС РФ. Таким образом США, по мнению российских военных, «обеспечивают прикрытие боеспособных отрядов ИГ для восстановления их боеспособности, перегруппировки и использования их в продвижении американских интересов на Ближнем Востоке».
Минобороны РФ выдало за «неоспоримое подтверждение» прикрытия США боевиков ИГ скриншоты из игры.
15 ноября шесть стратегических бомбардировщиков ВКС РФ Ту-22М3 нанесли групповой авиаудар по позициям «Исламского государства» около города Абу-Кемаль.
16 ноября правительственные войска начали штурм передовых позиций боевиков ИГ в населённом пункте Абу-Кемаль.
17 ноября САА при поддержке российской авиации освободила от боевиков ИГ аэропорт недалеко от города Абу-Кемаль. Дальние бомбардировщики Ту-22М3 нанесли новый авиаудар по объектам террористов ИГ в районе города Абу-Кемаль. Правительственные войска при поддержке ВКС РФ оттеснили боевиков ХТШ к границам провинции Идлиб. Также в Сирии как минимум 35 человек погибли в результате теракта в провинции Дейр-эз-Зор.
19 ноября САА отбила Абу-Кемаль у ИГ.
20 ноября состоялся рабочий визит Башара Асада в Россию. Российский и сирийский лидеры, по словам представителя МИД России, договорились продолжить борьбу с терроризмом и согласовали основные принципы организации политического процесса урегулирования и проведения конференции по межсирийскому диалогу, а также формирование комиссии для обсуждения статей действующей конституции и проведения выборов.
22 ноября в Сочи состоялась встреча президентов России, Ирана и Турции. Россия, Иран и Турция приняли совместное заявление, которое определяет приоритетные сферы сотрудничества трёх стран по Сирии.
24 ноября дальние бомбардировщики Ту-22М3 ВКС России нанесли бомбовый удар по опорным пунктам боевиков ИГ в провинции Дейр-эз-Зор.

#### Декабрь
1 декабря шесть дальних бомбардировщиков Ту-22М3 нанесли удар по позициям ИГ в провинции Дейр-эз-Зор. Целями ВКС стали скопления бронетехники и опорные пункты боевиков.
4 декабря боевики ИГ сбили сирийский самолёт в районе Абу-Кемаля. ВКС России поразили более 1450 целей в провинции Дейр-эз-Зор. В провинции Дейр-эз-Зор сирийская армия освободила от боевиков восемь деревень. Сирийская армия наступает вглубь провинции Идлиб. Около населённого пункта Тармала в южном Идлибе произошёл взрыв, в результате которого были убиты более десяти боевиков группировки «Джейш аль-Наср».
5 декабря десятки жителей Хомса были убиты и ранены в результате теракта в одном из центральных районов города.
7 декабря курды захватили город Хаджин на восточном берегу Евфрата.
9 декабря САА при поддержке ВКС РФ вошла в Идлиб. 15 курдских бойцов погибли при атаке смертника ИГ в Дейр-эз-Зоре. САА взяла под огневой контроль город Мугр Аль-Мир на юго-западе Дамаска.
10 декабря ВС САР продвигаются вглубь провинции Идлиб.
11 декабря президент России Владимир Путин во время посещения авиабазы Хмеймим объявил о завершении боевых действий и выводе российских войск из Сирии и в тот же день отдал приказ министру обороны генералу армии Сергею Шойгу о выводе основной части сил и средств российской группировки войск. 22 декабря Сергей Шойгу доложил Владимиру Путину о выполнении его приказа. В Сирии для содействия политическому урегулированию и налаживания мирной жизни в полном составе продолжает функционировать российский Центр по примирению враждующих сторон, а также продолжают нести службу три батальона военной полиции, которые осуществляют контроль за зонами деэскалации. Также в соответствии с международными договорами в Сирии на постоянной основе остаются два российских пункта базирования — авиабаза Хмеймим и пункт материально-технического обеспечения ВМФ России в Тартусе. Их продолжают прикрывать дивизионы зенитных ракетных систем С-400 «Триумф» (расположены в Хмеймиме и Масьяфе), батарея зенитного ракетного комплекса С-300В4 (прикрывает Тартус) и некоторое количество зенитных ракетно-пушечных комплексов «Панцирь-С1». Остаются в Сирии и российские беспилотные летательные аппараты, с помощью которых ведётся мониторинг зон деэскалации в Идлибе, Хомсе, Даръа и Восточной Гуте.
15 декабря российские самолёты наносили бомбовые удары по укрепрайонам группировки «Хайят Тахрир аш-Шам» у населённых пунктов Абу-Дали, Абу-Тенаха и Мушарифа.
17 декабря правительственные войска заняли город Мшейрфа.
18 декабря правительственные войска установили контроль над городом Ханзир на юго-западе провинции Идлиб. Сирийская правительственная армия готовится атаковать стратегически важный город Абу Дали, захваченный боевиками группировки «Хайят Тахрир аш-Шам».
19 декабря правительственная армия продолжает крупномасштабную операцию по освобождению стратегической авиабазы Абу Духур от боевиков оппозиции. Отрядам САА удалось занять ряд населённых пунктов в провинции Идлиб. Силы Республиканской гвардии и 4-й бронетанковой дивизии выбили отряды группировки «Хайят Тахрир аль-Шам» из селений Рувайда, аз-Захра и Тель-Хинзир и захватили ключевую высоту Тель-Агар. Ожидается, что наступление военных на Абу Духур будет сконцентрировано вдоль линии железной дороги Хама — Алеппо, а главными задачами станут освобождение городов Абу Дали и Синджар.
20 декабря в результате воздушного удара в одной из деревень провинции Идлиб погибли 19 человек.
21 декабря САА начала штурм позиций «Хайят Тахрир аш-Шам» в Абу-Дали.
25 декабря боевики в районе города Бейт Джинн на юго-западе Дамаска капитулировали. САА и ВКС РФ завершили подготовку к наступлению в Идлибе.
26 декабря начальник Генштаба ВС РФ Валерий Герасимов заявил, что на территории американской базы Эт-Танф на границе Сирии, Иордании и Ирака действует лагерь подготовки боевиков организации «Исламское государство».
27 декабря «Силы Тигра» при поддержке ВКС РФ зачистили от боевиков три населённых пункта на юге провинции Идлиб.
28 декабря «Тигры» при поддержке ВКС РФ освободили Абу-Дали в провинции Идлиб.
28 декабря российский зенитный ракетно-пушечный комплекс (ЗРПК) «Панцирь-С1», прикрывающий российскую авиабазу Хмеймим, сбил две ракеты, запущенные с территории соседней провинции Идлиб. Ещё одна ракета взорвалась в районе города Джабла (Латакия).
29 декабря президент России Владимир Путин подписал закон о ратификации соглашения с Сирией, который предусматривает расширение территории пункта материально-технического обеспечения российского Военно-морского флота в районе сирийского порта Тартус.
29 декабря силы САР при помощи ВКС РФ освободили три населённых пункта в провинции Идлиб. В провинции Идлиб погиб оператор сирийского госканала.
30 декабря правительственные войска Сирии успешно продолжали крупномасштабное наступление на юге провинции Идлиб, всё ближе пробиваясь к стратегической военной базе Абу Духур. Сирийская армия при поддержке отрядов народного ополчения вернула под свой контроль пять населённых пунктов на северо-востоке провинции Хама и ещё три на юго-востоке провинции Идлиб.
31 декабря российский вертолёт Ми-24 потерпел крушение из-за технической неисправности при выполнении перелёта на аэродром Хама. Оба пилота погибли. Борттехник вертолёта получил травмы и был оперативно эвакуирован поисково-спасательной группой на аэродром Хмеймим, где ему была оказана необходимая медицинская помощь. В тот же день боевики осуществили миномётный обстрел базы Хмеймим, в результате чего, по заявлению Минобороны, погибли два человека. В интернете также прошла информация о повреждении или даже уничтожении семи самолётов, которую Минобороны опроверг, однако в сети вскоре появились фотографии повреждённой техники. 12 января Минобороны РФ сообщило, что диверсионная группа, обстрелявшая 31 декабря авиабазу в Хмеймиме, уничтожена в результате спецоперации.

### 2018 год

#### Январь
Основные события
Наступление правительственных войск в провинции Идлиб
В начале января сирийские правительственные войска при поддержке российских ВКС развернули широкомасштабное наступление на юге провинции Идлиб (северо-запад Сирии) на районы, контролируемые группировкой «Хайят Тахрир аш-Шам» и рядом других группировок. 
Одновременно правительственные силы и их союзники продвигались в провинциях Алеппо и Хама в направлении стратегической авиабазы Абу Духур (правительственные силы утратили контроль над этой второй по величине авиабазой в Сирии в сентябре 2015 года).
20 января сирийские войска выбили боевиков с территории аэродрома Абу-Духур. В тот же день в результате соединения штурмовых отрядов сирийских правительственных войск под командованием генерала Аль-Хасана Сухеля с отрядами народного ополчения в районе населённых пунктов Хербет-Эль-Гаджар и Расм-Эль-Хармаль было завершено окружение крупной группировки «Хайят Тахрир аш-Шам» в восточной части провинции Идлиб. 22 января правительственные войска освободили город Абу-Духур, расположенный западнее одноимённой авиабазы.
По мнению экспертов, успех стремительного наступления правительственных сил стал возможным благодаря переброске подкреплений с востока страны после освобождения территории от боевиков «Исламского государства». Существует также мнение, что в обмен на уступки российского руководства Турции в вопросе о проведении военной операции против курдов в Африне Турция удержала подконтрольные ей исламистские группировки от полноценного участия в боях против сирийской армии, в результате чего сирийские власти смогли вернуть под свой контроль город и военный аэродром Абу-Духур и взять в кольцо мощную группировку «Исламского государства» на стыке границ провинций Идлиб, Алеппо и Хама.
Столкновения в Восточной Гуте
Анклав вооружённых оппозиционных группировок в Восточной Гуте — сельскохозяйственном районе, непосредственно соседствующем с Дамаском, — сформировался в 2012 году. На этой территории действовали группировки «Джейш аль-Ислам», «Файлак ар-Рахман», «Ахрар аш-Шам» и «Хайят Тахрир аш-Шам». С мая 2013 года правительственные силы установили полную блокаду мятежного анклава, время от времени предпринимая попытки отвоевать хотя бы часть территории. Тем временем исламисты создали здесь настоящий укрепрайон с широкой сетью оборонительных сооружений, соединённых подземными туннелями. Боевики на протяжении нескольких лет осуществляли обстрелы жилых районов Дамаска, что приводило к многочисленным жертвам среди мирных жителей. Кроме этого, боевики неоднократно предпринимали попытки прорыва и захвата новых районов столицы.
Соглашением России, Ирана и Турции от 4 мая 2017 года в Восточной Гуте была создана одна из четырёх зон деэскалации, на территории которой проживало до 400 тысяч мирных граждан, страдавших в условиях гуманитарной и продовольственной блокады. В течение последовавших месяцев, однако, напряжённость вокруг этой зоны не спадала. К концу 2017 года ситуация вокруг Восточной Гуты приняла угрожающий характер, перемирие здесь действовало лишь формально, и сирийские власти были заинтересованы в ликвидации источника угрозы, находящегося в непосредственной близости от столицы.
В течение января ожесточённые бои между Сирийской арабской армией (САА) и действующими здесь исламистскими группировками шли за контроль над стратегическим объектом — транспортной базой (складом бронетехники) в районе Харасты.
В период с 18 февраля по 21 марта сирийская армия подвергла Восточную Гуту многочисленным обстрелам из оружия неизбирательного нападения (танков, артиллерии, ракетных комплексов, авиации). По данным Amnesty International, Human Rights Watch и других международных организаций, в ходе боёв в Восточной Гуте сирийская армия применяла запрещённые конвенциями кассетные боеприпасы и зажигательное оружие.
Столкновения на восточном берегу Евфрата
На восточном берегу Евфрата (провинция Дейр-эз-Зор) продолжались боестолкновения между разрозненными отрядами «Исламского государства» и курдскими ополченцами из состава «Сирийских демократических сил», взявших этот регион под свой контроль осенью 2017 года.
Авиация международной коалиции, возглавляемой США, продолжала боевые вылеты, подвергая бомбардировкам населённые пункты провинции. По заявлениям представителей коалиции, авиаудары направлены против оставшихся в Дейр-эз-Зоре очагов сопротивления «Исламского государства». При этом, однако, бомбардировки приводят к многочисленным жертвам среди местного населения.
Заявление США о создании курдских «сил безопасности» и начало операции «Оливковая ветвь»
14 января представители международной коалиции во главе с США объявили о том, что приступили к созданию «сил безопасности» на базе «Сирийских демократических сил» (СДС) численностью до 30 тысяч для контроля пограничных территорий Сирии в долине реки Евфрат на границе с Турцией. Костяк «сил безопасности» составят курдские ополченцы (YPG). Турецкие власти, считающие сирийское курдское ополчение террористической организацией, связанной с Рабочей партией Курдистана, в ответ форсировали подготовку к силовой акции против сирийских курдов, которая задумана как продолжение операции «Щит Евфрата». 20 января Генштаб ВС Турции объявил о начале военной операции «Оливковая ветвь» в сирийском районе Африн «в целях обеспечения стабильности и безопасности на северо-западе Сирии». Фактически речь шла о вытеснении курдских вооружённых формирований (YPG, YPJ) из курдского анклава Африн, занимающего северную часть сирийской провинции Алеппо.
Костяк наступающих составили отряды «Сирийской национальной армии», которых поддерживали турецкая авиация и бронетанковые подразделения, что, по замыслу командования, должно было позволить избежать потерь среди турецких военнослужащих.

#### Февраль
Основные события
Удар ВВС международной коалиции по сирийским проправительственным формированиям
В ночь с 7 на 8 февраля в провинции Дейр-эз-Зор произошло первое крупное столкновение между международной коалицией, возглавляемой США, и «Сирийскими демократическими силами» (СДС) с одной стороны и сирийскими проправительственными формированиями — с другой.
Согласно заявлению пресс-службы штаба операции Inherent Resolve («Непоколебимая решимость»), международная коалиция нанесла удар по сирийским проправительственным формированиям после того, как те совершили «акт агрессии» — «инициировали неспровоцированное нападение на штаб „Сирийских демократических сил“», дислоцирующийся в населённом пункте Хашам на левом берегу реки Евфрат, где «в качестве советников, помощников и сопровождающих сил» также находились военнослужащие западной коалиции.
Батальонная группа сирийских проправительственных сил, наступавшая на позиции СДС, подверглась массированному артиллерийскому и авиационному удару вооружённых сил США, что привело к многочисленным потерям, в том числе среди входивших в её состав подразделений российских контрактников из так называемой группы Вагнера. Предполагается, что целью наступления, которое, по всей видимости, не было согласовано с российским военным командованием, было установление контроля над газоперерабатывающим заводом и нефтегазовыми ресурсами региона в интересах одного из крупных сирийских предпринимателей, лояльного режиму Башара Асада. Вторая возможная цель — спровоцировать переход на сторону Дамаска местных арабских племён, недовольных установлением власти курдов в этом регионе.
Как стало известно позже, в состав группировки входили сирийские ополченцы, военнослужащие сирийской армии, бойцы шиитской афганской бригады «Фатимиюн» и российские граждане, действовавшие по контракту с сирийской стороной. По утверждению российского военного источника, на которого ссылалась газета «Коммерсантъ», ополченцы продвигались в авангарде колонны, а так называемые отряды «охотников на ИГИЛ» (ISIS Hunters), усиленные российскими бойцами, — во втором эшелоне. Под американский удар попала вся колонна и сопровождающие её танки и артиллерия.
Масштабы потерь, которые понесли сирийские проправительственные формирования, и сообщения о том, что среди погибших и раненых оказались российские граждане, вызвали широкий общественный резонанс в России и за рубежом. Российские министерства обороны и иностранных дел подчёркивали то, что российские военнослужащие не имели отношения к инциденту. Представители руководства США, со своей стороны, приводили этот инцидент как свидетельство жёсткой позиции США в отношении действий России в Сирии.
Продолжение операции «Оливковая ветвь» в кантоне Африн
За месяц с начала военной операции «Оливковая ветвь» Сирийская национальная армия (СНА) при поддержке ВС Турции заняла около 15 % территории кантона Африн, создав буферную зону вдоль сирийско-турецкой границы. Турецкая коалиция продолжала методично теснить курдские отряды, занимая всё новые территории анклава Африн и наращивая свою военную мощь за счёт новых колонн бронетехники.
16 февраля в арабских СМИ появилась первая информация о переговорах между Дамаском и курдами (полагают, при посредничестве шиитской организации «Хезболла») о возможном размещении в Африне сирийской армии.
20 февраля СМИ сообщили о входе в Африн бойцов Национальных сил обороны — вооружённых формирований, поддерживающих сирийские правительственные войска.
Российское руководство, со своей стороны, стремилось не допустить эскалации конфликта и добиться компромисса между Сирией и Турцией по курдскому вопросу. 19 февраля президент Эрдоган обсудил по телефону ситуацию вокруг Африна с Владимиром Путиным. Тема Африна обсуждалась в ходе состоявшегося 20 февраля заседания Совета безопасности России. Глава МИД РФ Сергей Лавров заявил, что «законные интересы обеспечения безопасности Турции вполне могут быть реализованы и удовлетворены через прямой диалог» с правительством Асада.
Ситуация в Восточной Гуте
Во второй половине февраля произошла эскалация событий в Восточной Гуте — пригородах Дамаска, которые с начала гражданской войны контролировали вооружённые оппозиционные группировки. К операции по освобождению Восточной Гуты удалось приступить после завершения зачистки северо-востока провинции Хама от сил «Исламского государства». Операции предшествовало сосредоточение по периметру исламистского анклава сирийских правительственных войск.
16 февраля сюда прибыл командующий бригадой армейского спецназа «Силы Тигра» ВС Сирии бригадный генерал Сухель аль-Хасан. Судя по публикациям СМИ, к операции, помимо спецназа «Тигр», были привлечены 1-я, 4-я и 9-я бронетанковые дивизии, а также подразделения 14-й дивизии специального назначения, 104-й, 105-й и 106-й бригад Республиканской гвардии ВС Сирии.
18 февраля правительственная артиллерия начала наносить удары по позициям исламистских группировок в различных районах Восточной Гуты. С 19 февраля Восточная Гута подвергалась авиационным и артиллерийским ударам со стороны ВКС РФ и правительственных сил, жертвами которых стали и многочисленные мирные жители. Представитель Госдепартамента США Хизер Науэрт 21 февраля заявила, что за два дня в Восточной Гуте погибли более 100 мирных жителей. Такие же цифры приводил представитель генерального секретаря ООН Стефан Дюжаррик. Базирующийся в Лондоне Сирийский центр мониторинга прав человека 20 февраля сообщил, что за 48 часов в Восточной Гуте погибли как минимум 250 человек, среди которых 58 детей и 42 женщины. Россия отказалась признавать причастность к гибели мирных жителей и назвала обвинения США «беспочвенными».
24 февраля Совет Безопасности ООН после двухдневных дебатов принял резолюцию 2401 о перемирии в Восточной Гуте. Совет Безопасности потребовал прекратить боевые действия в этом районе как минимум на 30 дней для оказания гуманитарной помощи населению и эвакуации мирных жителей, нуждающихся в медицинской помощи. Резолюцию поддержали все члены СБ ООН, включая Россию.
Утром 25 февраля части сирийских правительственных войск начали наземную операцию «Дамасская сталь» в Восточной Гуте.
Операция сирийских войск против остатков ИГ в центре Сирии

#### Март
Основные события
Завершение операции «Оливковая ветвь» в кантоне Африн
6 марта вице-премьер Турции Бекир Боздаг заявил, что за время операции турецкие военные взяли под свой контроль почти половину территории сирийского Африна — 702 из 1920 км², на которых расположены 142 населённых пункта. Согласно заявлению генштаба ВС Турции, к этому времени турецкая армия уничтожила 2940 членов PYD, YPG и «Исламского государства». По официальной информации, турецкие военные с начала операции потеряли убитыми 42 человека.
К 10 марта под контроль Свободной сирийской армии и турецких ВС перешла вся приграничная полоса территории Африна, а также ряд крупных городов, в том числе Раджу, Бюльбюль и Джандарис.
Через два месяца после начала операции её главным промежуточным итогом стало установление турецкого контроля над городом Африн — центром анклава. Как следует из заявления Генштаба ВС Турции, 18 марта Африн покинули последние члены «Отрядов народной самообороны». После взятия Африна президент Турции Эрдоган заявил, что «Турция будет вести борьбу в Сирии, пока не ликвидирует террористический коридор, который проходит через Манбидж, Кобани, Телль-Абьяд, Рас-эль-Айн и Камышлы».
22 марта министр иностранных дел Турции Мевлют Чавушоглу заявил, что в случае если Турция не достигнет соглашения с США, силы Сирийской свободной армии (ССА) и Анкары намерены продолжить антитеррористическую кампанию против Отрядов народной самообороны (YPG) в районе Манбиджа.
Ситуация в Восточной Гуте
Утром 25 февраля части сирийских правительственных войск начали операцию «Дамасская сталь», перейдя в решающее наступление в ряде районов Восточной Гуты и к 4 марта сумели взять под свой контроль до 20 % территории, находившейся в руках вооружённых группировок. Сирийская армия заняла две стратегически важные военные базы, выбив оттуда подразделения группировки «Джейш аль-Ислам» — одной из самых влиятельных сирийских оппозиционных сил с штаб-квартирой в городе Дума.
6 марта газета The Washington Post сообщила, что президент США Дональд Трамп рассматривает варианты «наказания правительства Асада» в связи с информацией об использовании правительственными войсками химического оружия. Одновременно в сирийских социальных сетях появились сообщения о новой химической атаке в Восточной Гуте. Число подобных публикаций резко возросло на фоне продолжающихся несколько месяцев ожесточённых дискуссий в Совете безопасности ООН о новом механизме по расследованию случаев применения химического оружия в Сирии. Как отметила газета, с начала года в Сирии было зафиксировано семь химических атак, последняя якобы была 25 февраля — на следующий день после принятия СБ ООН резолюции о прекращении огня в Сирии.
Тем временем, развивая наступление с востока, передовые подразделения САА вышли к городам, расположенным в западной части анклава. Здесь сосредоточились основные силы «Хайят Тахрир аш-Шам», а также союзных ему вооружённых группировок «Джейш аль-Ислам» и «Файлак ар-Рахман». Чтобы избежать напрасных жертв и разрушений, сирийское военное командование при участии Центра по примирению враждующих сторон предложило боевикам покинуть Восточную Гуту вместе со своими семьями и перебраться на другие неподконтрольные сирийскому правительству территории Сирии.
13 марта российское руководство предостерегло США от нанесения ракетно-бомбовых ударов по правительственным кварталам Дамаска, пригрозив не только «тяжёлыми последствиями», но и жёсткой ответной реакцией. В Генштабе ВС РФ заявили, что «в случае возникновения угрозы российским военным в Сирии» огонь будет открыт не только по ракетам, но и по их носителям — эсминцам ВМС и самолётам ВВС США. Эти заявления стали ответом на выступление постпреда США при ООН Никки Хейли, заявившей, что Вашингтон «готов к новым действиям по Сирии», аналогичным удару ВМС США по авиабазе Шайрат в апреле 2017 года после химической атаки в сирийском Хан-Шейхуне.
24 марта ВКС РФ бомбят один из оставшихся повстанческих районов в сирийском районе Восточная Гута белым фосфором.

#### Апрель
Основные события
Ликвидация анклава вооружённой оппозиции в Восточной Гуте
Ликвидацию анклава вооружённой оппозиции в Восточной Гуте рассматривают как, возможно, вторую по значимости стратегическую победу сирийского правительства после освобождения Алеппо. Она не только позволила окончательно устранить постоянную угрозу безопасности столице, но и поставила две другие зоны деэскалации (на юго-западе и севернее Хомса) перед неизбежной дилеммой: либо полное примирение с правительством, либо зачистка, как в Восточной Гуте. Тем временем войска, участвовавшие в ликвидации анклава Восточной Гуты, сразу же были переброшены к двум другим оппозиционным анклавам по соседству со столицей — горному району Восточный Каламун («Джейш аль-Ислам») и лагерю палестинских беженцев «Ярмук» южнее Дамаска («Исламское государство», «Хайят Тахрир аш-Шам»).
Окончательная ликвидация многочисленных анклавов, как ожидается, приведёт к разделению страны на контролируемый правительством культурный, промышленный и сельскохозяйственный центр (более 60 % территории и 80 % населения) и периферийные зоны:
- провинцию Идлиб, контролируемую соперничающими между собой группировками («Хайят Тахрир аш-Шам», «Джебхат Тахрир Сурия» и др.) при наличии контрольно-наблюдательных постов турецких ВС;
- зону турецкой оккупации этнически курдских районов в северной части провинции Алеппо (с активным участием поддерживаемой Турцией Свободной сирийской армии);
- зону контроля «Сирийских демократических сил» (СДС) в преимущественно курдских районах северных провинций (самопровозглашённая Автономная администрация Северной Сирии);
- зону контроля СДС в провинции Дейр-эз-Зор на восточном берегу Евфрата и в южной части провинции Эр-Ракка, где доминируют арабо-суннитские племена и сохраняются остатки недобитых отрядов ИГ[9].

Операция сирийской армии в Восточном Каламуне и на юге Дамаска

#### Май
Основные события
Ликвидация Растанского котла

#### Июнь
Основные события
Операция в провинции Даръа
В середине июня началась операция правительственных сил Сирии и её союзников при поддержке ВКС России в провинциях Даръа и Кунейтра на юго-западе страны. В результате операции к середине июля сирийская армия заняла большую часть территории этих провинций, а боевики оппозиционных группировок согласились сложить оружие либо эвакуироваться в провинцию Идлиб. Провинции Даръа и Кунейтра входили в так называемую зону деэскалации, о создании которой на юге Сирии США и Россия договорились летом 2017 года.

#### Июль
Основные события
Сирийская армия и проправительственные формирования продолжили наступление в провинциях Даръа и Эль-Кунейтра в рамках операции «Базальт».
2 июля боевики ИГ заявили о гибели Хузайфы аль-Бадри, сына лидера группировки Абу Бакра Аль-Багдади. Ребёнок, вероятно, проводил операцию ингимаси против правительственных и российских войск на ТЭС.
К середине июля при помощи российских военных из Центра по примирению враждующих сторон в Сирии было достигнуто соглашение о примирении между сирийской армией и вооружённой оппозицией в административном центре провинции Даръа, а неделей позже — в провинции Эль-Кунейтра. Соглашения соответствуют традиционной схеме: члены вооружённых группировок после сдачи тяжёлого и среднего оружия могут вместе с семьями уехать в провинцию Идлиб или остаться в родных местах, пройдя процедуру проверки. Часть бывших боевиков присоединилась к сирийской армии, продолжающей наступление на районы, удерживаемые антиправительственной группировкой «Джейш Халид ибн Аль-Валид», связанной с «Исламским государством». Часть боевиков, наоборот, перешла на сторону ИГ.
В ночь на 22 июля израильские военные по просьбе США, Канады и ряда европейских стран эвакуировали из Сирии 800 членов неправительственной организации «Сирийская гражданская оборона», или «Белые каски».
31 июля правительственные силы завершили операцию по очистке территории провинции Даръа от оппозиционных группировок.

#### Сентябрь
Курдские подразделения СДС, поддерживаемые американцами начали широкомасштабное сухопутное наступление против последних очагов ИГ на востоке страны.

### 2019 год
В январе курдские «Силы народной самообороны» (YPG) начали вывод своих отрядов из города Манбидж в соответствии с двусторонним соглашением о нормализации обстановки в северных регионах Сирии. Российская военная полиция приступила к патрулированию зоны безопасности вдоль сирийско-турецкой границы в районе населённого пункта Манбидж с задачей обеспечения безопасности и контроля за положением и перемещением вооружённых формирований. В декабре 2018 года сирийская армия вошла в город Манбидж после вывода из него курдских формирований и подняла над городом сирийский флаг. Курды согласились передать Манбидж сирийским властям в обмен на гарантию защиты города от турецкого вторжения.
Рост террористической активности в зоне деэскалации Идлиб (активизация группировки «Хайят Тахрир аш-Шам», сумевшей серьёзно потеснить находящиеся в Идлибе протурецкие формирования) и проблемы, связанные с обеспечением безопасности на сирийской территории, потребовали встречи президентов России и Турции, которая состоялась 23 января в Москве. На переговорах были обсуждены вопросы о возможном проведении совместной сирийско-российской операции против формирований оппозиции в Идлибе, а также о формировании Конституционного комитета, участники которого должны будут выработать контуры будущей политической системы Сирии. «Хайят Тахрир аш-Шам», одержав в январе победу в междоусобице с умеренными группировками, поддерживаемыми Турцией, укрепил свои позиции и взял под свой контроль свыше 70 % территории провинции Идлиб.
14 февраля в Сочи состоялся конференции по сирийскому вопросу между Россией, Турцией и Ираном. Владимир Путин, Реджеп Тайип Эрдоган и Хасан Роухани приняли совместное заявление, в котором подчеркнули «твёрдую и неизменную приверженность суверенитету, независимости, единству и территориальной целостности Сирийской Арабской Республики».
Тем временем Великобритания, Франция и Германия отклонили просьбу администрации Дональда Трампа остаться в Сирии после вывода оттуда американских военнослужащих, сформировав наблюдательные силы для патрулирования зоны безопасности вдоль сирийско-турецкой границы.
23 марта «Сирийские демократические силы» (СДС), поддерживаемые США, освободили Багуз, положив конец территориальному правлению ИГ в Сирии.
С конца марта ситуация вокруг зоны деэскалации Идлиб начала ухудшаться, причём обе стороны конфликта обвиняли друг друга в нарушении меморандума о стабилизации ситуации, подписанного 17 сентября 2018 года в Сочи. После 20 апреля в зоне деэскалации Идлиб резко участились бомбардировки сирийской и российской авиации. Российская авиация присоединилась к операции сирийских ВВС в этом районе ещё в начале марта, нанося в основном точечные удары по районам, откуда ведутся обстрелы граничащих с идлибской зоной населённых пунктов и авиабазы Хмеймим.
20 апреля российский вице-премьер Юрий Борисов по итогам встречи с сирийским президентом Башаром Асадом заявил, что Россия намерена подписать договор об аренде на 49 лет порта Тартус — одного из двух основных портов Сирии на Средиземном море. В начале 2017 года Россия и Сирия подписали соглашение о размещении российского Военно-морского флота в порте Тартус на 49 лет. В конце 2017 года президент Владимир Путин подписал закон о ратификации соглашения с Сирией по расширению территории пункта материально-технического обеспечения в порту Тартус. По данным Минобороны, на эти цели ежегодно будет требоваться 3,2 млрд руб. В конце 2018 года сирийские власти сообщили о планах российских компаний построить аэропорт в Тартусе.
В начале мая обострилась ситуация в районе зоны деэскалации Идлиб. В первой половине месяца была осуществлена наступательная операция ВС Сирии против исламистов на севере провинции Хама. Командование ВС республики поставило задачу очистить от боевиков территорию на стыке провинции Идлиб с соседними районами Алеппо, Латакии и Хамы. Начатая военная операция преследовала цель обезопасить от обстрелов боевиков населённые пункты в долине Сахль-эль-Габ у реки Оронт, находящиеся под контролем правительственных сил. В течение мая правительственные силы освободили 24 населённых пункта на севере провинции Хама и значительно расширили зону своего контроля.
В начале июня в связи с усилившимися контратаками боевиков командование сирийских ВС было вынуждено временно приостановить наступательные действия.
По данным базирующейся в Лондоне «Сирийской обсерватории по правам человека», за период обострения ситуации вокруг зоны деэскалации Идлиб, начавшегося в конце апреля, российская и сирийская авиация нанесли по Идлибу более тысячи ударов и между проправительственными силами и различными группировками (как ХТШ, так и вооружённой оппозиции) произошло около 4,5 тыс. столкновений.
За период с 30 апреля по начало июня общее число жертв превысило 1400 человек, из них около 400 — гражданские лица. По данным ООН на 7 июня, с конца апреля в ходе боёв на северо-западе Сирии погибли 160 гражданских лиц, более 300 тыс. были вынуждены покинуть свои дома. Human Rights Watch и другие правозащитные организации обвинили Россию и Сирию в использовании кассетных и фосфорных бомб.
В середине июня возобновились ожесточённые бои между сирийской армией и исламистскими группировками на северо-западе провинции Хама, продолжавшиеся до конца июля.
1-2 августа в Нур-Султане (Казахстан) прошла тринадцатая международная встреча высокого уровня по Сирии. В ней приняли участие делегации стран-гарантов (Ирана, России и Турции), правительства Сирии и сирийской вооружённой оппозиции. В качестве наблюдателей на переговоры также были приглашены высокие представители ООН и Иордании. Впервые на встрече в качестве наблюдателей присутствовали представители Ливана и Ирака. США заявили, что единственной площадкой для сирийского урегулирования является ООН, а поэтому Вашингтон не намерен «ни в какой форме» участвовать в переговорах в рамках астанинского процесса. 2 августа спецпредставитель президента РФ по Сирии Александр Лаврентьев заявил, что сирийские власти и умеренная вооружённая оппозиция согласовали последние шесть кандидатур в состав Конституционного комитета и окончательный список передан на утверждение спецпосланнику генсека ООН по Сирии Гейру Педерсену, который должен окончательно сформировать список и согласовать процедуры и правила работы комитета.
5 августа сирийское командование заявило о возобновлении боевых операций против группировок оппозиции в провинции Идлиб. Сирийская армия развернула наступление в направлении административной границы с соседней провинцией Идлиб и оплота группировок ХТШ и «Джейш аль-Изза» — города Хан-Шейхун, расположенного на стратегическом шоссе М5 Хама — Алеппо, в 52 км от центра провинции Идлиб. Оборонительные линии, созданные в этом районе, прикрывают проход к главному плацдарму вооружённой оппозиции в горной местности Джебель-эз-Завия у границы с Турцией.
21 августа сирийские войска взяли под свой полный контроль город Хан-Шейхун. 23 августа представитель Генштаба сирийской армии заявил, что ВС Сирии полностью очистили северные районы провинции Хама от повстанцев, «освободив 16 населённых пунктов на севере Хамы, а также город Хан-Шейхун на юге провинции Идлиб».
Обострение ситуации в Идлибе потребовало незапланированного визита президента Турции Реджепа Тайипа Эрдогана в Россию и встречи с российским президентом Владимиром Путиным. 27 августа в Москве Владимир Путин заявил о поддержке идеи создания зоны безопасности для Турции на её южных границах, что, по его словам, «будет хорошим условием для обеспечения территориальной целостности самой Сирии». Это заявление прозвучало неожиданно на фоне позиции сирийского руководства, считающего турецкое присутствие на территории Сирии оккупацией. 30 августа российский Центр по примирению враждующих сторон заявил, что сирийские войска в одностороннем порядке прекратят огонь в зоне деэскалации Идлиб с 31 августа. Прекращение огня было объявлено под давлением со стороны России.
31 августа авиация международной коалиции во главе с США нанесла в провинции Идлиб ракетный удар по штабу группировки «Хурас ад-Дин», созданной в 2018 году боевиками, вышедшими из «Хайят Тахрир аш-Шам», и аффилированной с террористической сетью «Аль-Каида». По информации телеканала Al-Mayadeen, в результате атаки было убито более 40 боевиков и полевых командиров. Как заявили в Центральном командовании Вооружённых сил США, операция была направлена против лидеров боевиков, «ответственных за атаки, угрожающие гражданам США, их партнёрам и мирным жителям».
9 октября Турция объявила о начале на северо-востоке Сирии операции «Источник мира». Операция вооружённых сил Турции и протурецких вооружённых формирований сирийской оппозиции, вторгшихся на север Сирии, была направлена против курдских вооружённых формирований YPG («Отряды народной самообороны», «Курдские отряды самообороны»), которые Турция считает террористическими, а также коалиции «Сирийские демократические силы» (СДС), созданной и финансировавшейся США для борьбы с ИГ. Объявляя о начале спецоперации, турецкий президент Реджеб Тайип Эрдоган пояснил: целью вторжения является оттеснение курдских сил от турецкой границы и создание безопасной зоны в богатом сельскохозяйственном регионе, куда смогут вернуться миллионы сирийских беженцев.
В ходе операции турецкие войска и их союзники установили контроль над сирийскими приграничными городами Рас-эль-Айн и Телль-Абьяд и соседними районами, перерезав стратегическое шоссе M4.
Начало операции фактически подтолкнуло сирийских курдов к переговорам с руководством Сирии. 13 октября представители курдской Автономной администрации северо-восточных районов при содействии российского Центра по примирению враждующих сторон в Сирии достигли соглашения с сирийским правительством о вводе правительственных войск в районы, контролируемые курдами. 14 октября сирийские подразделения начали выдвижение на север Сирии и в течение нескольких дней взяли под свой контроль города Манбидж, Кобани, Эт-Табка, Эр-Ракка и соседние районы, две гидроэлектростанции, мосты через Евфрат, а также стратегические шоссе.
22 октября президент России Владимир Путин и президент Турции Реджеп Тайип Эрдоган провели в Сочи переговоры, которые закрепили новые зоны влияния на северо-востоке Сирии. Президенты договорились о сохранении статуса-кво и отводе курдских формирований от границы с Турцией на всём её протяжении. 23 октября российская военная полиция начала патрулирование зоны вдоль сирийско-турецкой границы. После отхода курдских отрядов Россия и Турция начали совместное патрулирование освобождённой курдами территории, а на границу с Турцией вернулись сирийские пограничники.
США с самого начала операции отказались поддержать её и начали вывод своих вооружённых подразделений из северных районов Сирии. В конце октября президент США Трамп заявил о выводе американских военнослужащих из района проведения турецкой операции, однако сообщил о намерении сохранить контроль над нефтяными месторождениями на северо-востоке Сирии. Позднее председатель Комитета начальников штабов США генерал Марк Милли заявил, что США сохранят контроль над районом в провинции Дейр-эз-Зор, где расположены нефтегазовые объекты.
27 октября президент США Дональд Трамп объявил об уничтожении в провинции Идлиб лидера группировки «Исламское государство» Абу Бакра аль-Багдади. 31 октября «Исламское государство» подтвердило смерть аль-Багдади. Новым лидером ИГ стал Абу Ибрагим аль-Хашеми аль-Кураши.
В конце ноября сирийская армия возобновила наступление против отрядов «Хайят Тахрир аш-Шам» на юго-востоке зоны деэскалации Идлиб. К концу декабря сирийская армия взяла под полный контроль стратегически важный город Джарджаназ в провинции Идлиб, что позволит установить контроль над важной магистралью Хама — Алеппо.

### 2024 год
27 января Хайят Тахрир аш-Шам начал молниеносное наступление против проправительственных сил Сирийской арабской армии (САА) в провинциях Алеппо и Идлиб.
29 января Сирийская национальная армия открывает новый фронт и начинает наступление на Телль-Рифъат который находился под контролем СДС, силы КВО входят в город Алеппо.
30 января Силы КВО объявляют о полном освобождении провинции Идлиб и начинают наступление в сторону Хамы.
1 декабря СНА объявила об освобождении города Тель-Рифат от сил СДС. 
2 декабря В результате наступления на Алеппо силы КВО выбивают САА с города, Алеппо полностью освобожден силами оппозиции.
5 декабря Хама переходит под контроль оппозиции.
6 декабря Создаётся Штаб операций на юге, начинается наступление на Юге Сирии в ходе которого ШОЮ берут контроль над Даръа и Сувайдой, Армия свободной Сирии захватывает Пальмиру.
7 декабря Хомс переходит под контроль сил КВО, ШОЮ и АСС входят в Дамаск.
8 декабря Дамаск переходит под контроль оппозиции, режим Башара Асада пал.